# 佐藤正平
佐藤 正平（さとう しょうへい、1949年 - ）は、日本の建築家。岡山市出身。日本建築学会賞（業績）、BELCA賞などを受賞。岡山県域を中心に活動している。

## 来歴
岡山大学附属中学校から岡山県立朝日高等学校を経て、1975年に京都大学工学部建築学科を卒業する。
1993年、岡田新一がコミッショナーを務めていた岡山県の「クリエイティブTOWN岡山」(CTO）の建築家に選任され、健康の森整備事業エリア計画、及び基本設計に従事。1999年より長野宇平治設計による旧日本銀行岡山支店（現在のルネスホール）を保存するため、官民協働による歴史的建造物の再生プロジェクトに参画する。施設完成までの13年間の永きに亘り、施設が生まれ営まれる全てのフェーズに持続的に関わることで、公共空間のつくられ方に新たな可能性を見い出している。改修にあたっては、すでにあるものを壊さず最大限保存し、新たに附加される要素のデザインは、モデュールやプロポーションを熟考することにより、古典主義とモダニズムの同調性に着目したものとなっている。

## 受賞歴
- 2012年 日本建築学会賞業績賞[8][9]
- 2009年 第1回JIA中国建築大賞優秀賞[10]
- 2009年 岡山市景観まちづくり賞
- 2007年 BELCA賞[11]
- 2007年 日本建築学会作品選集2007[12]
- 2007年 日本建築家協会優秀建築選2006[13]
- 2006年 岡山市まちづくり賞
- 2001年 岡山市まちづくり賞
- 1999年 日本建築士会連合会「私の推薦する作品」優秀賞
- 1999年 岡山市まちづくり賞
- 1997年 岡山市まちづくり賞
- 1994年 岡山市優秀建築物賞
- 1994年 岡山市優秀建築物すまいポイント賞
- 1990年 第10th Nashopライティングコンテスト金賞
- 1989年 岡山市優秀建築物すまいポイント賞

## 主な作品
外・内観画像

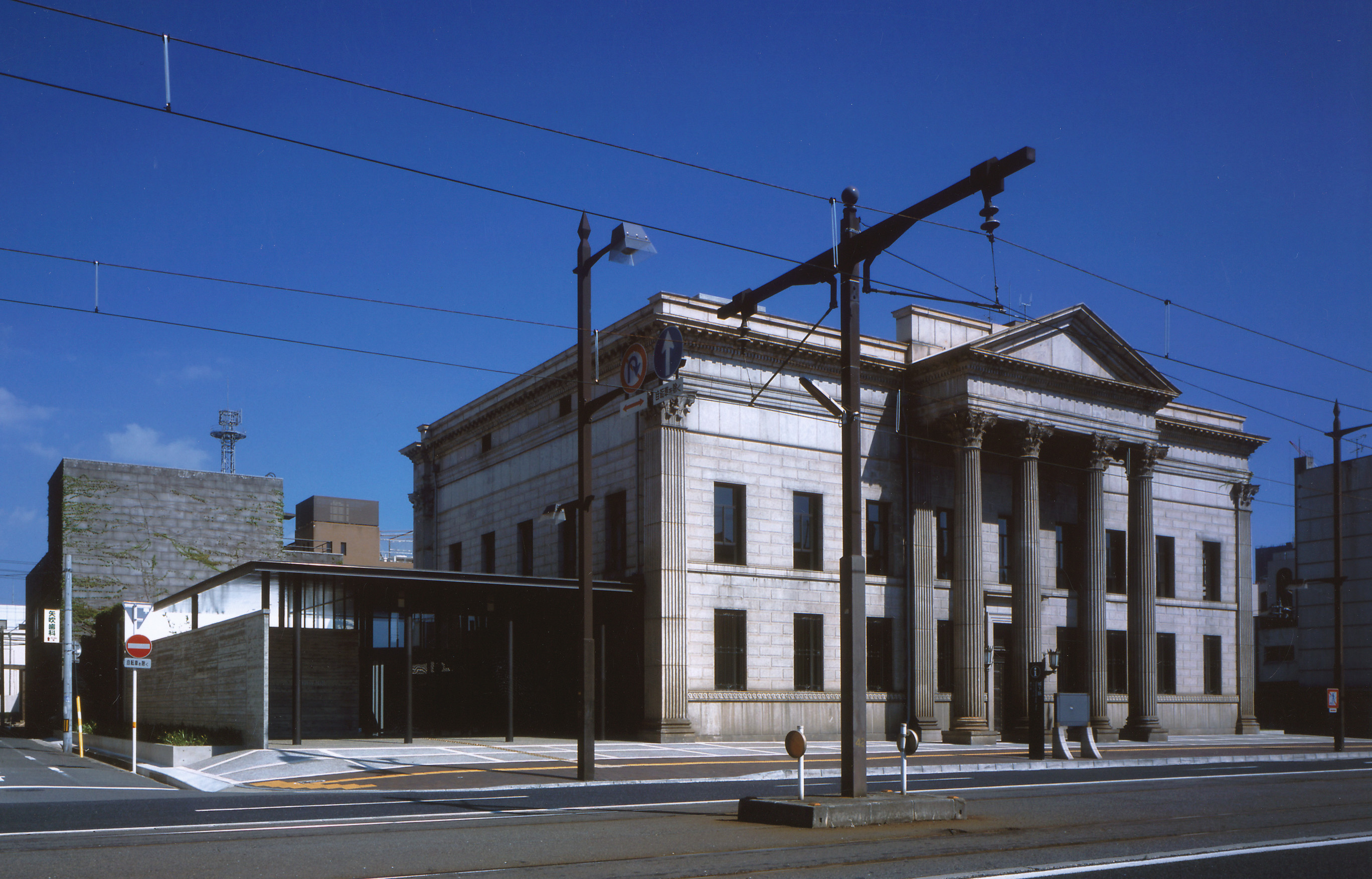
旧日銀岡山支店「ルネスホール」Ⅰ期
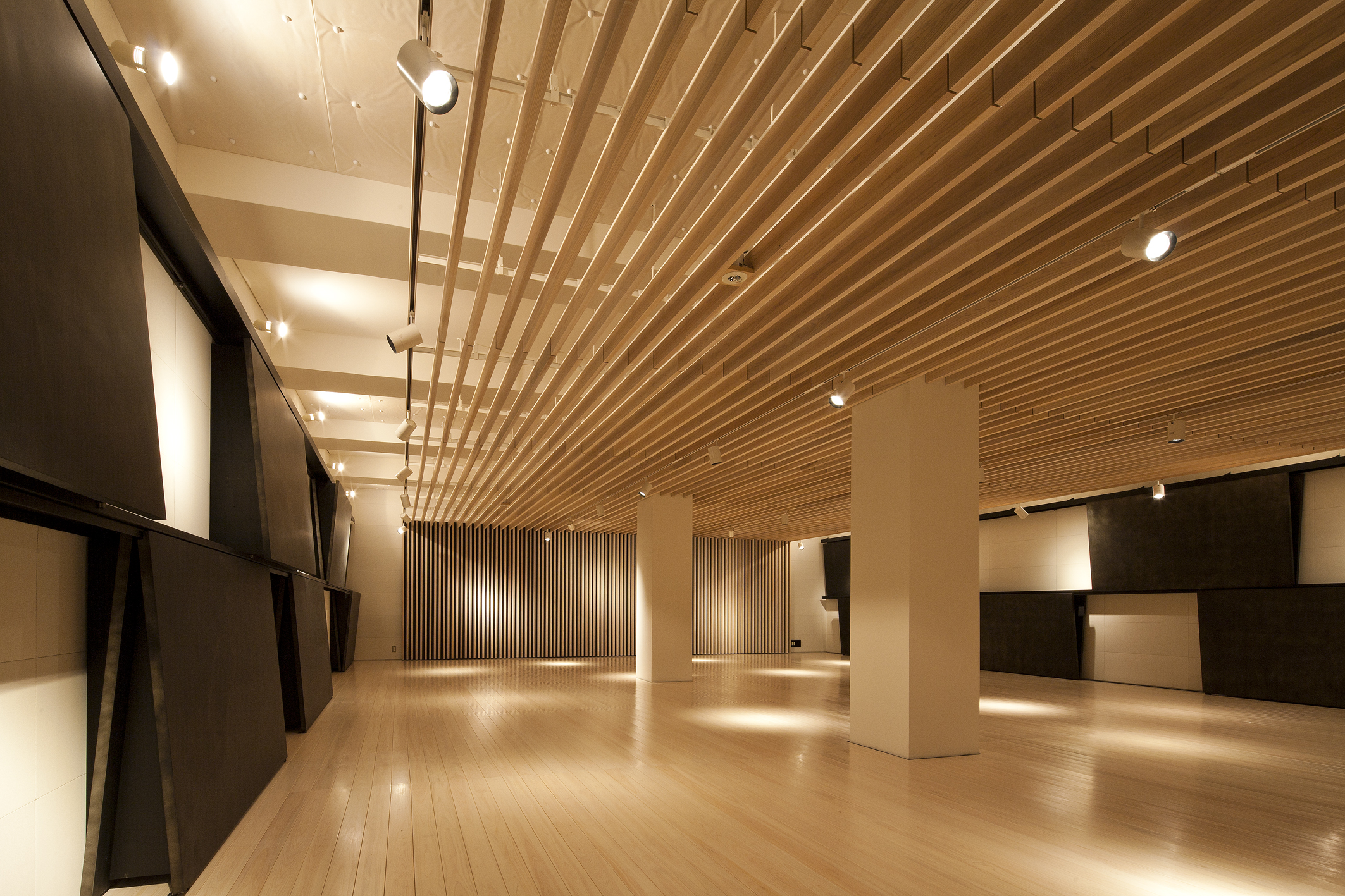
旧日銀岡山支店「ルネスホール」Ⅱ期
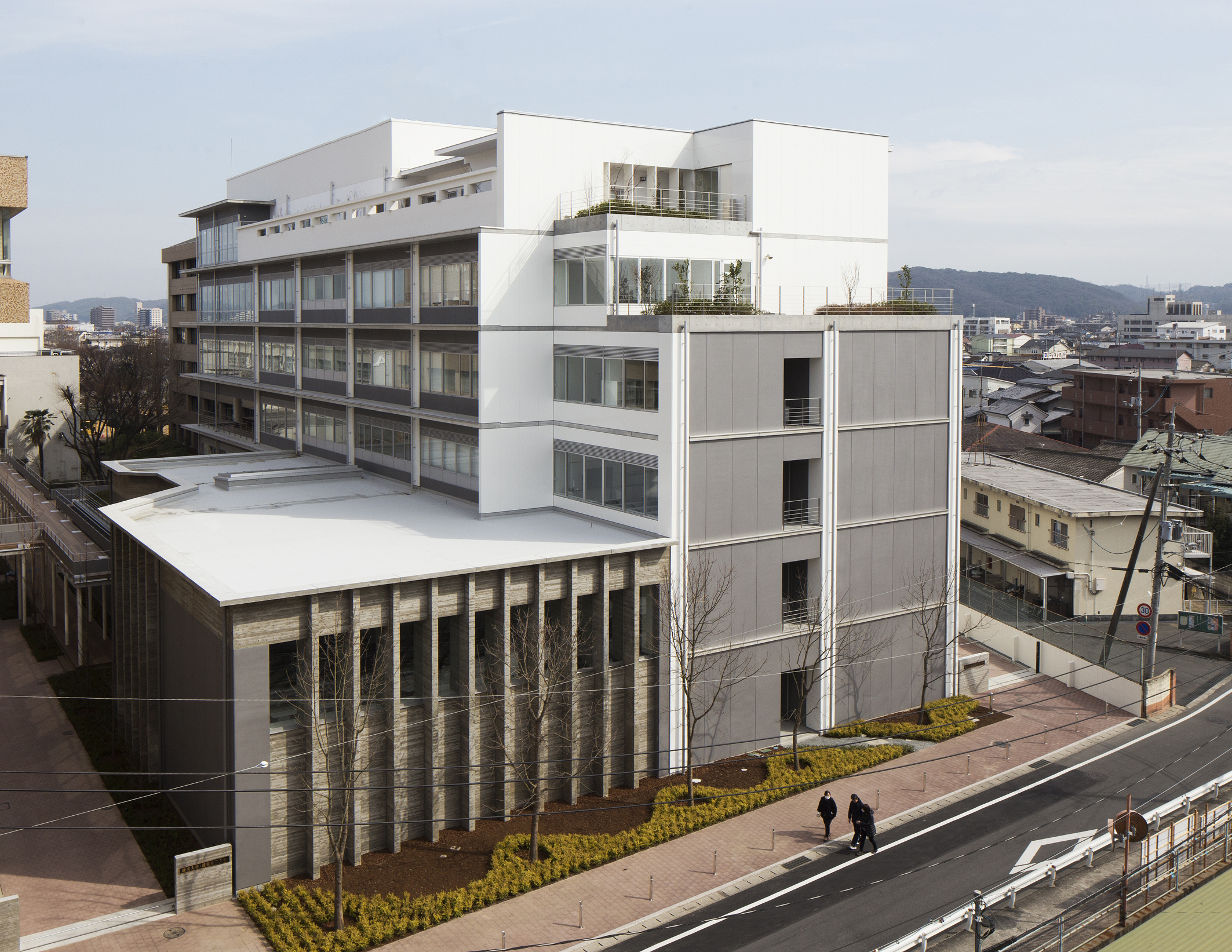
就実大学・就実短期大学 110周年記念校舎 Ⅰ期
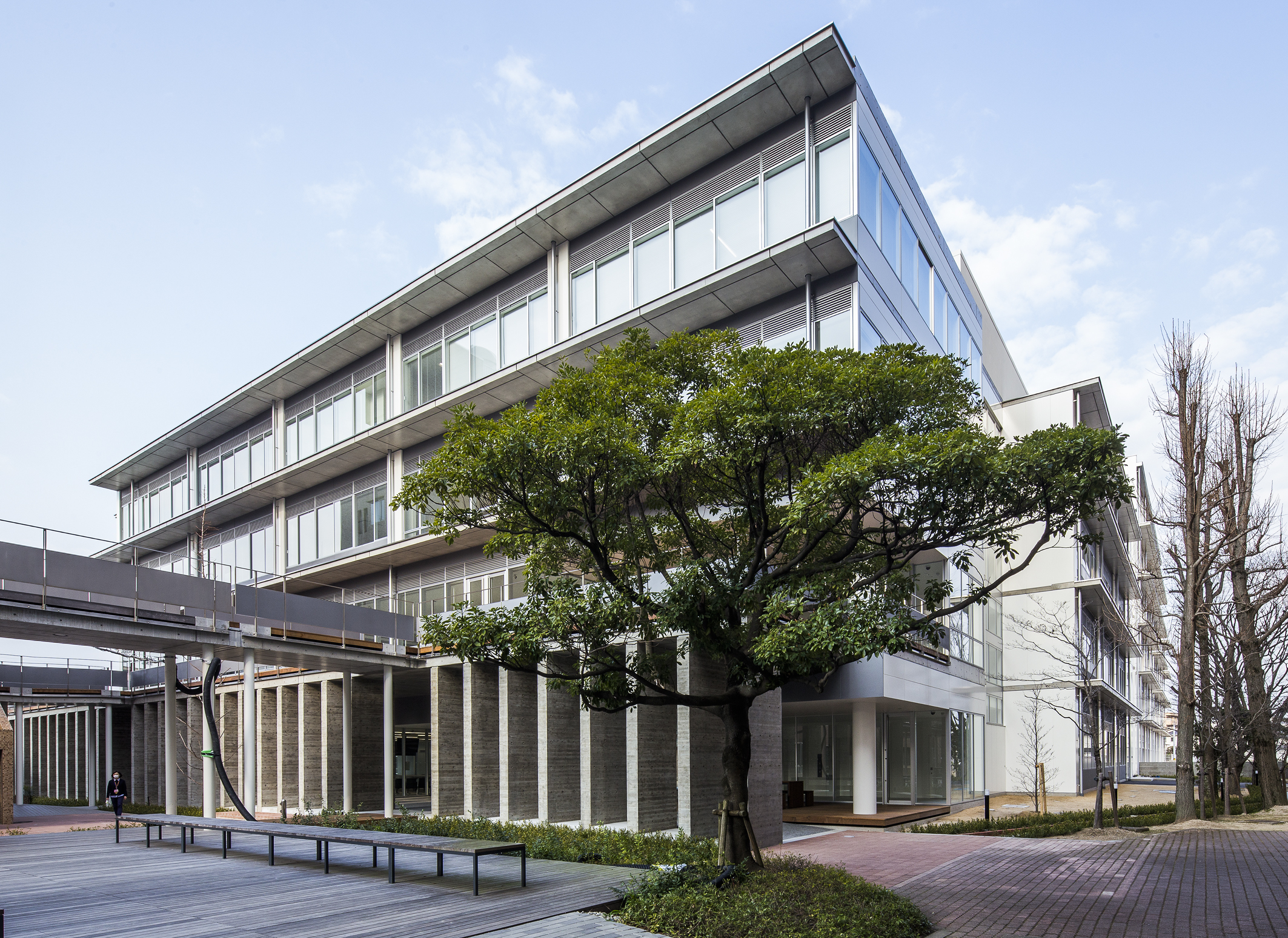
就実大学・就実短期大学 新B館 Ⅱ期
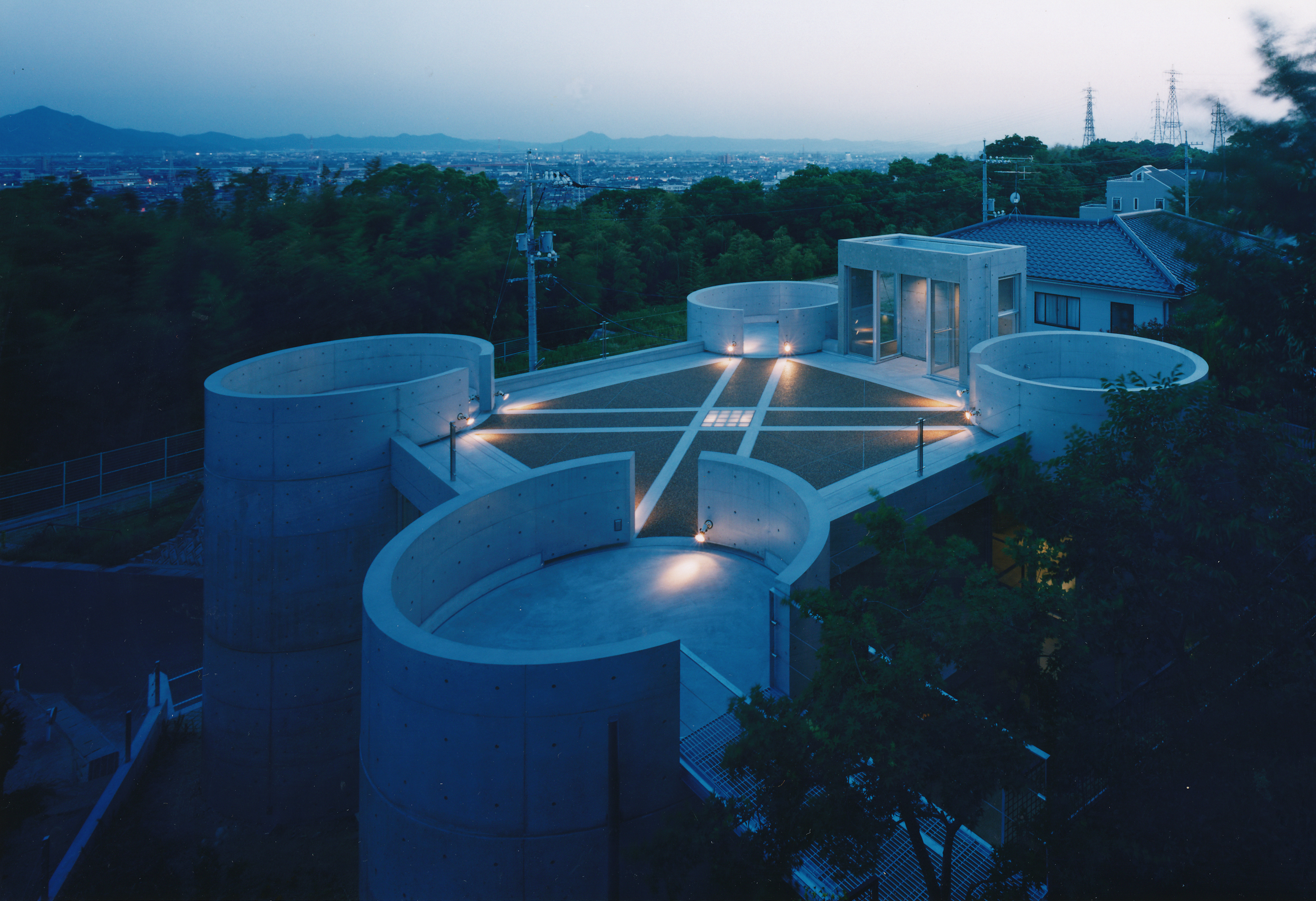
劉 生容紀念館
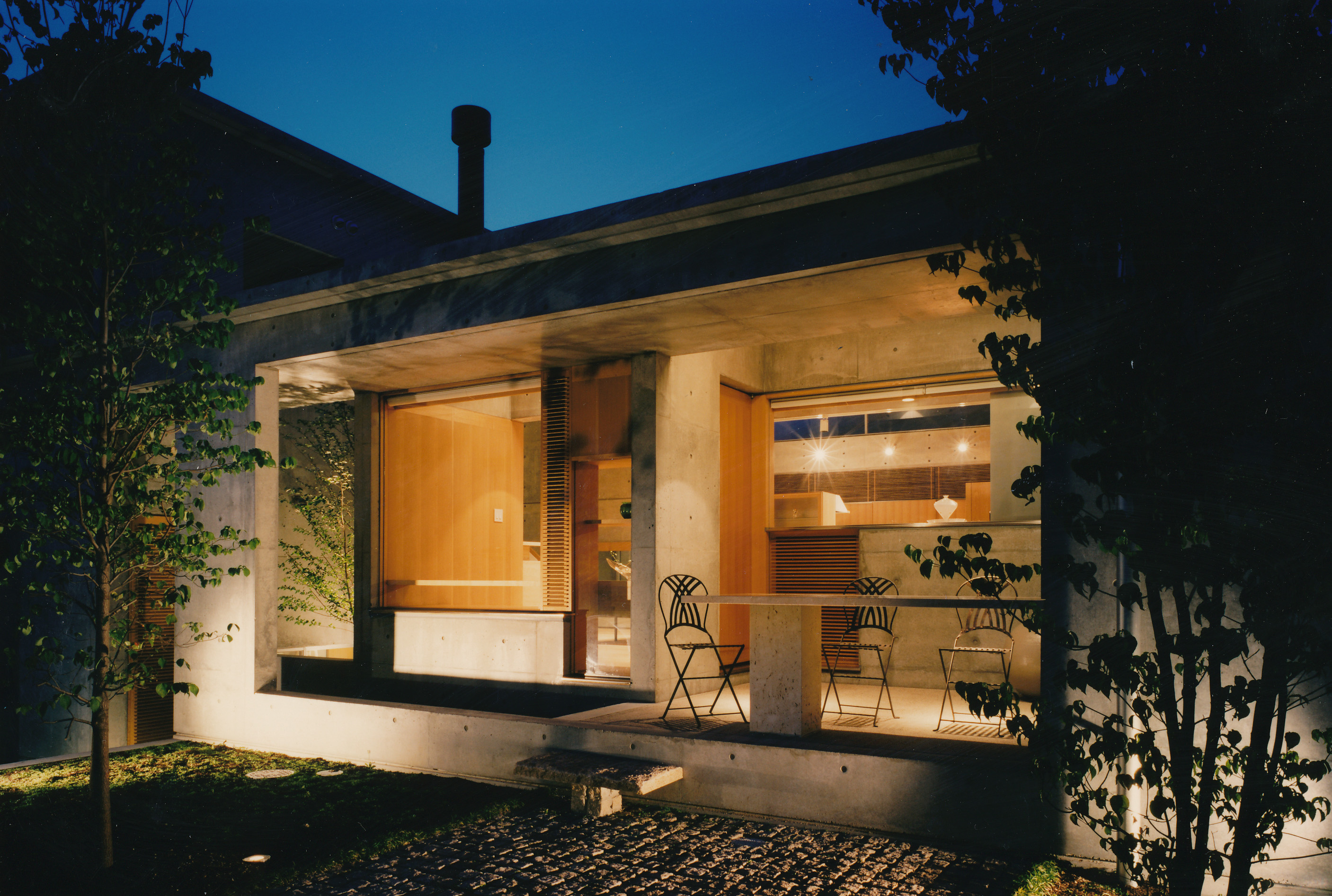
還暦の家
健康の森乗馬施設 第1次基本設計案
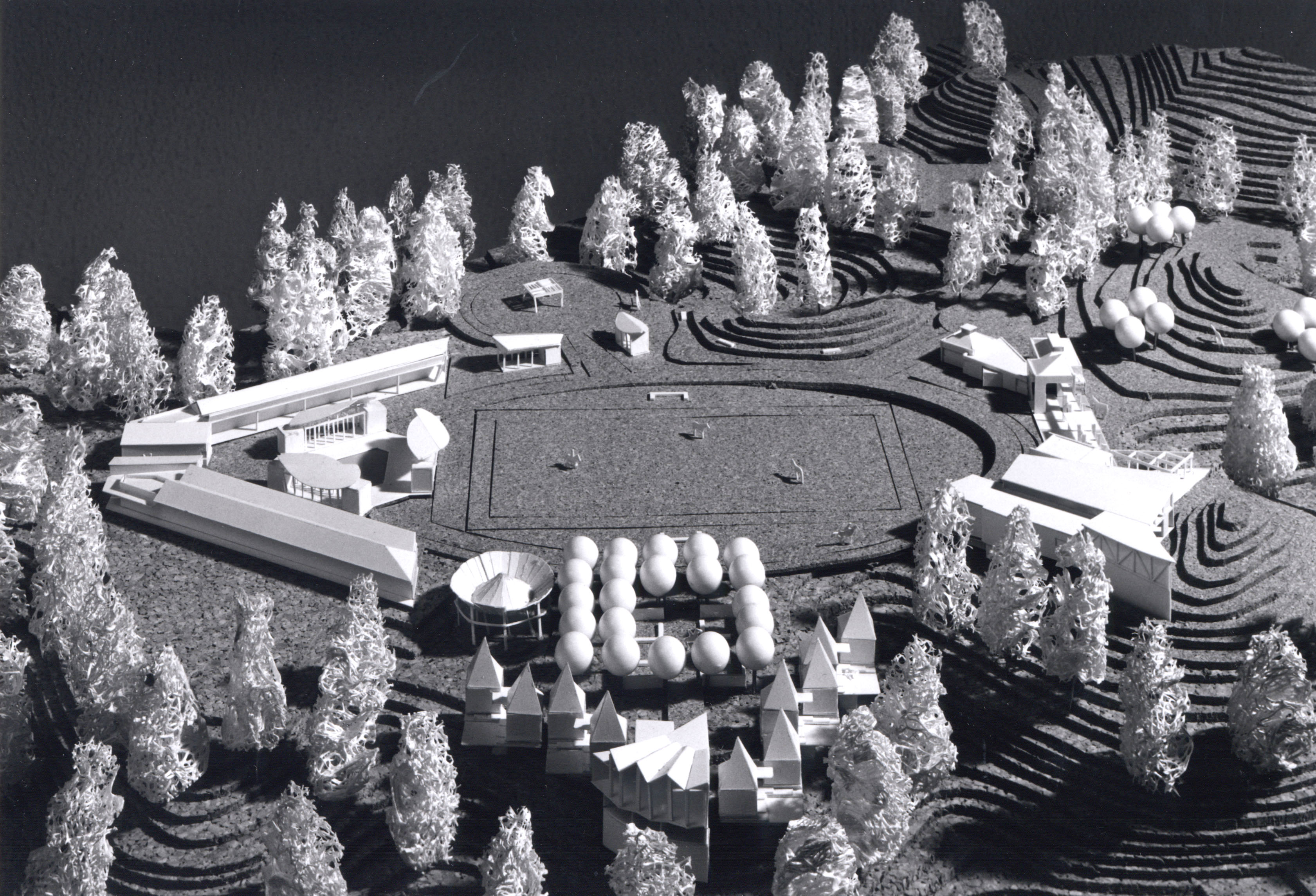
健康の森乗馬施設 第2次基本設計案
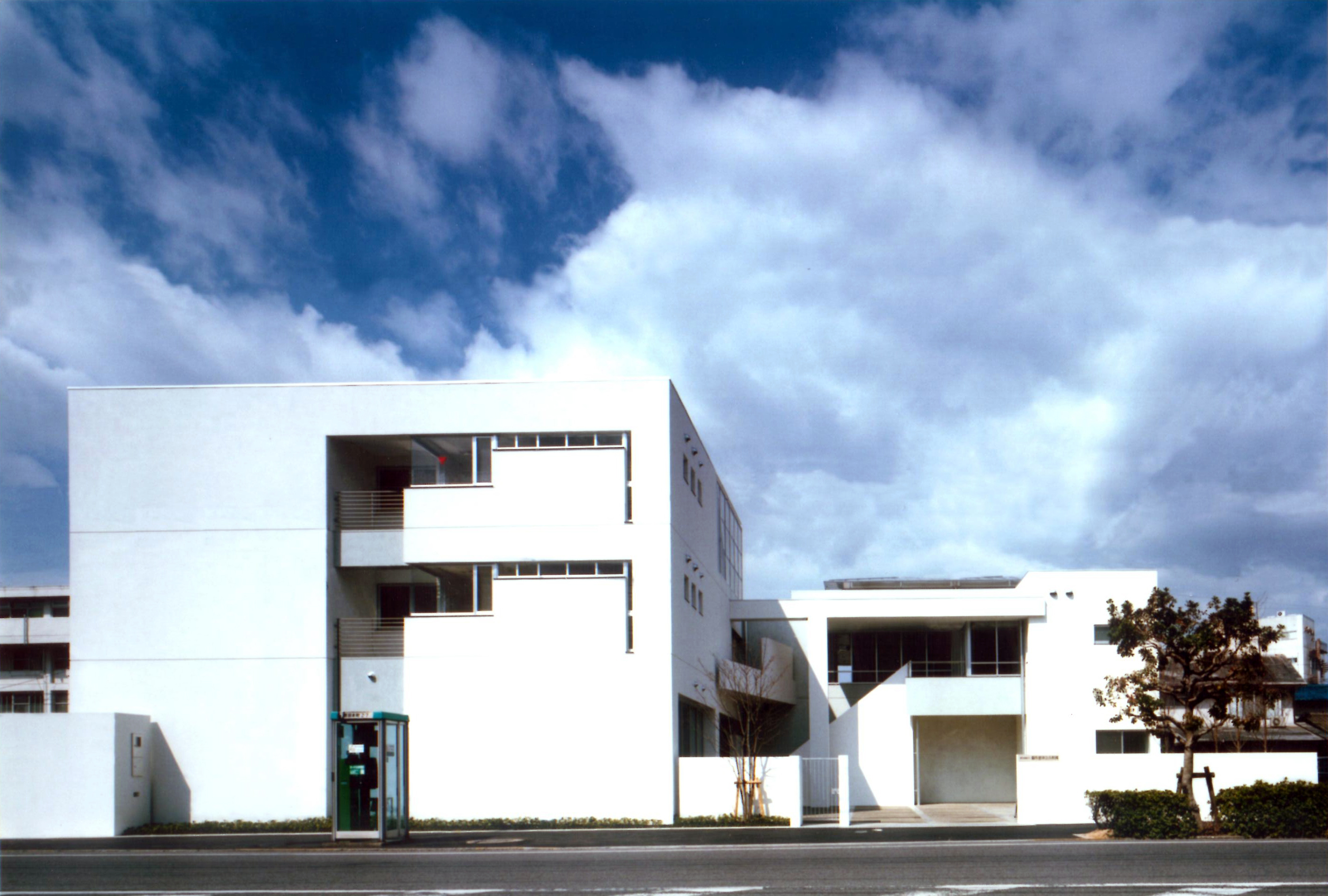
更生保護法人備作恵済会 古松園
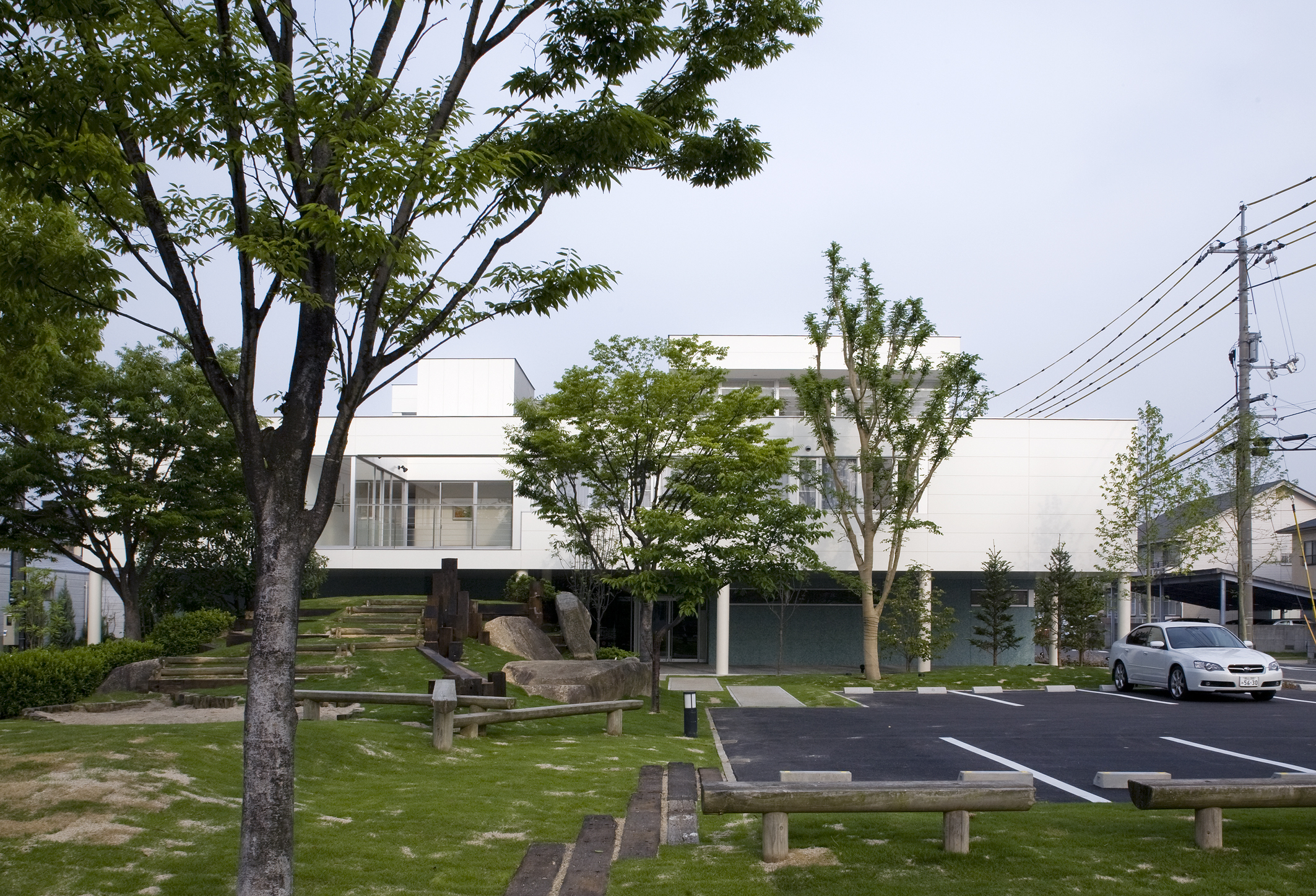
サン・クリニック「森の医院」
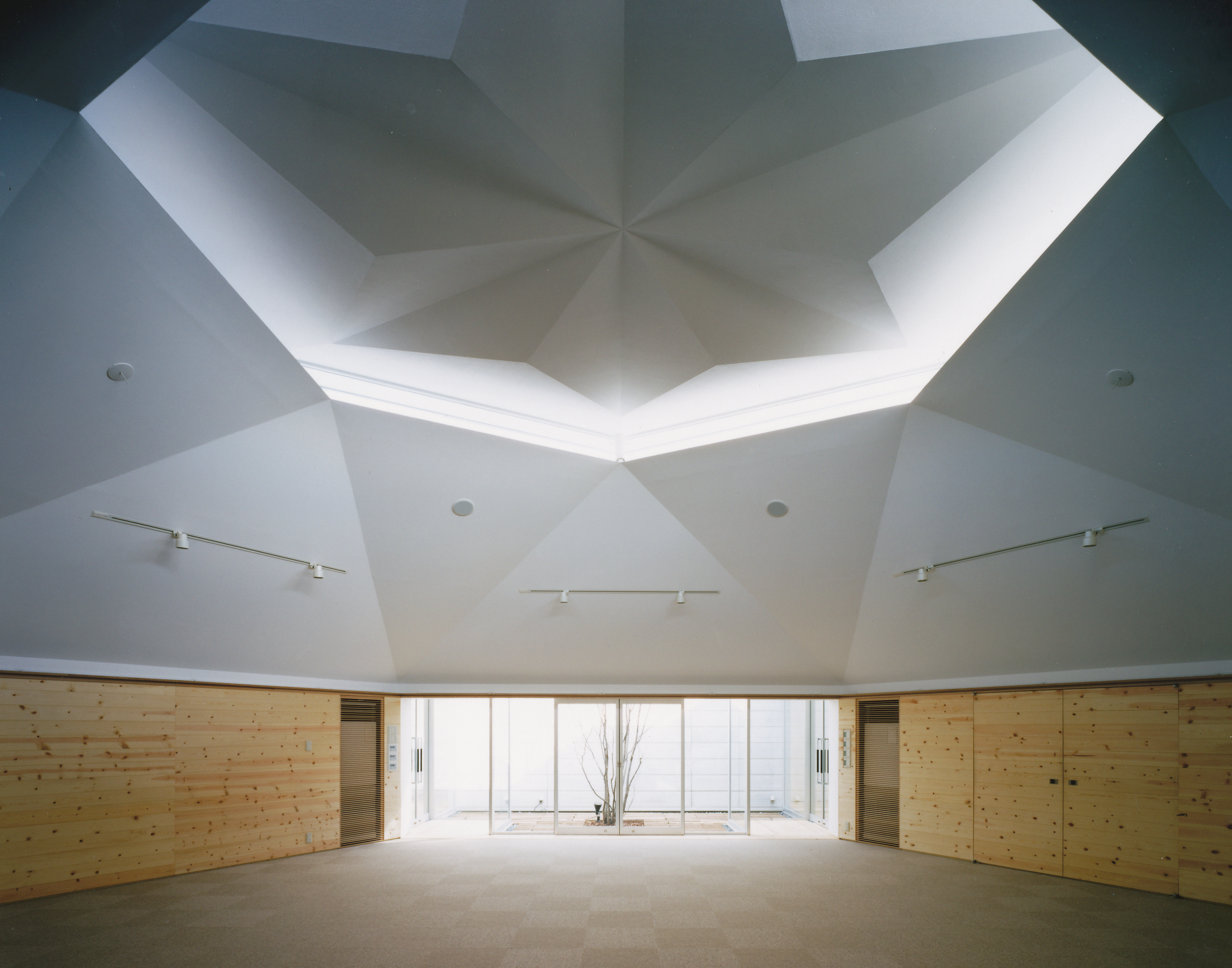
アイナリーホール
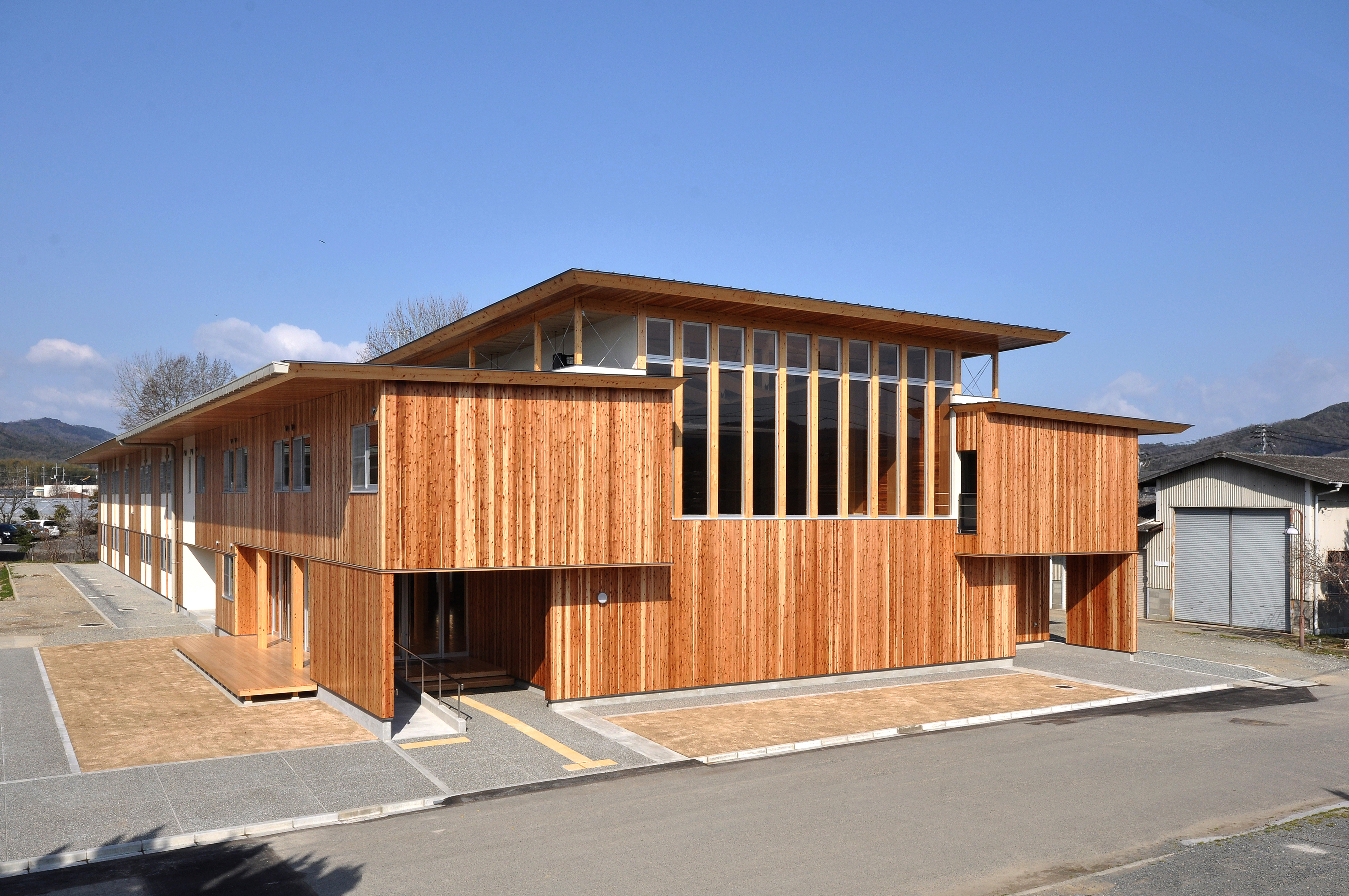
農業大学校木造研修交流等施設
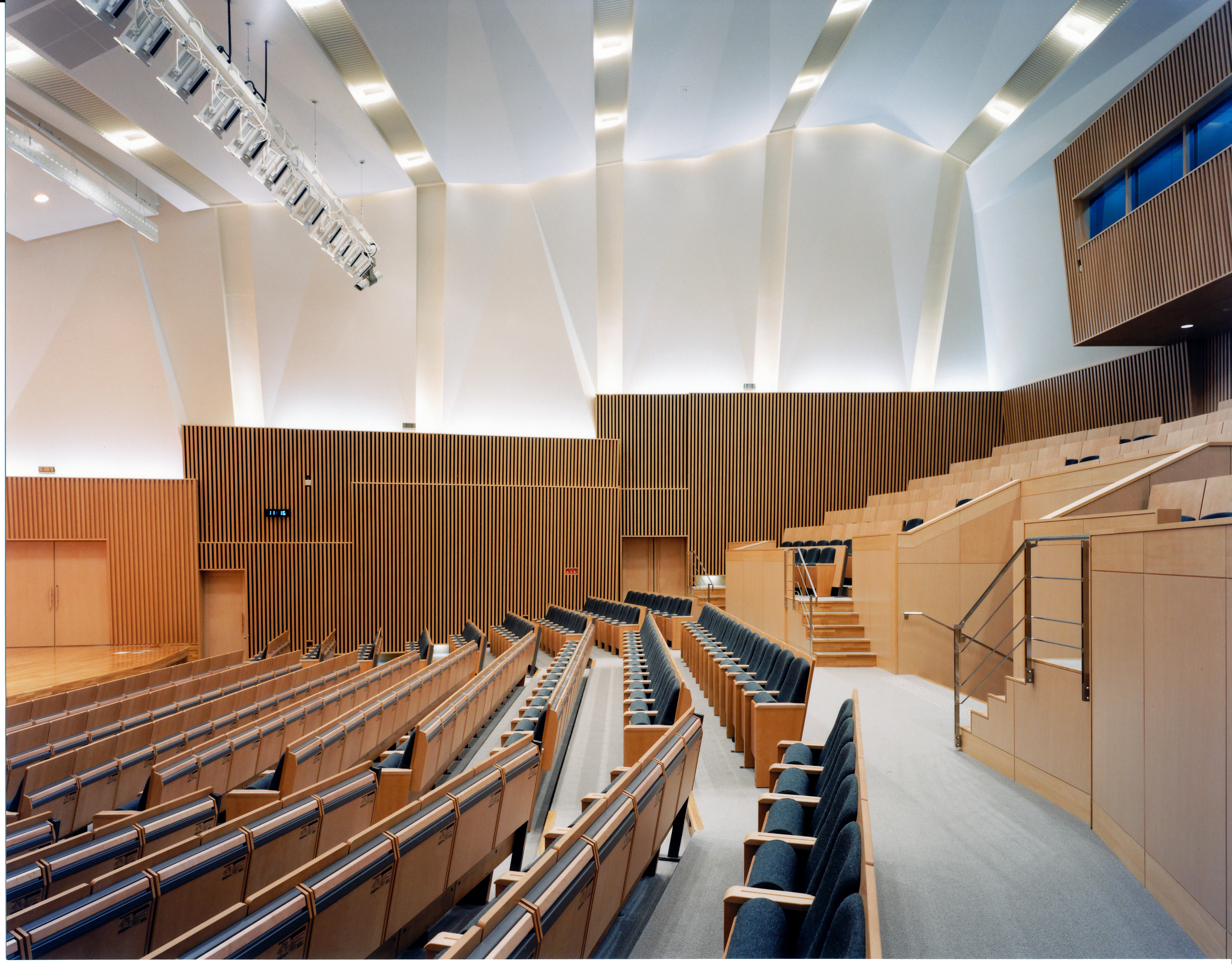
岡山大学創立五十周年記念館
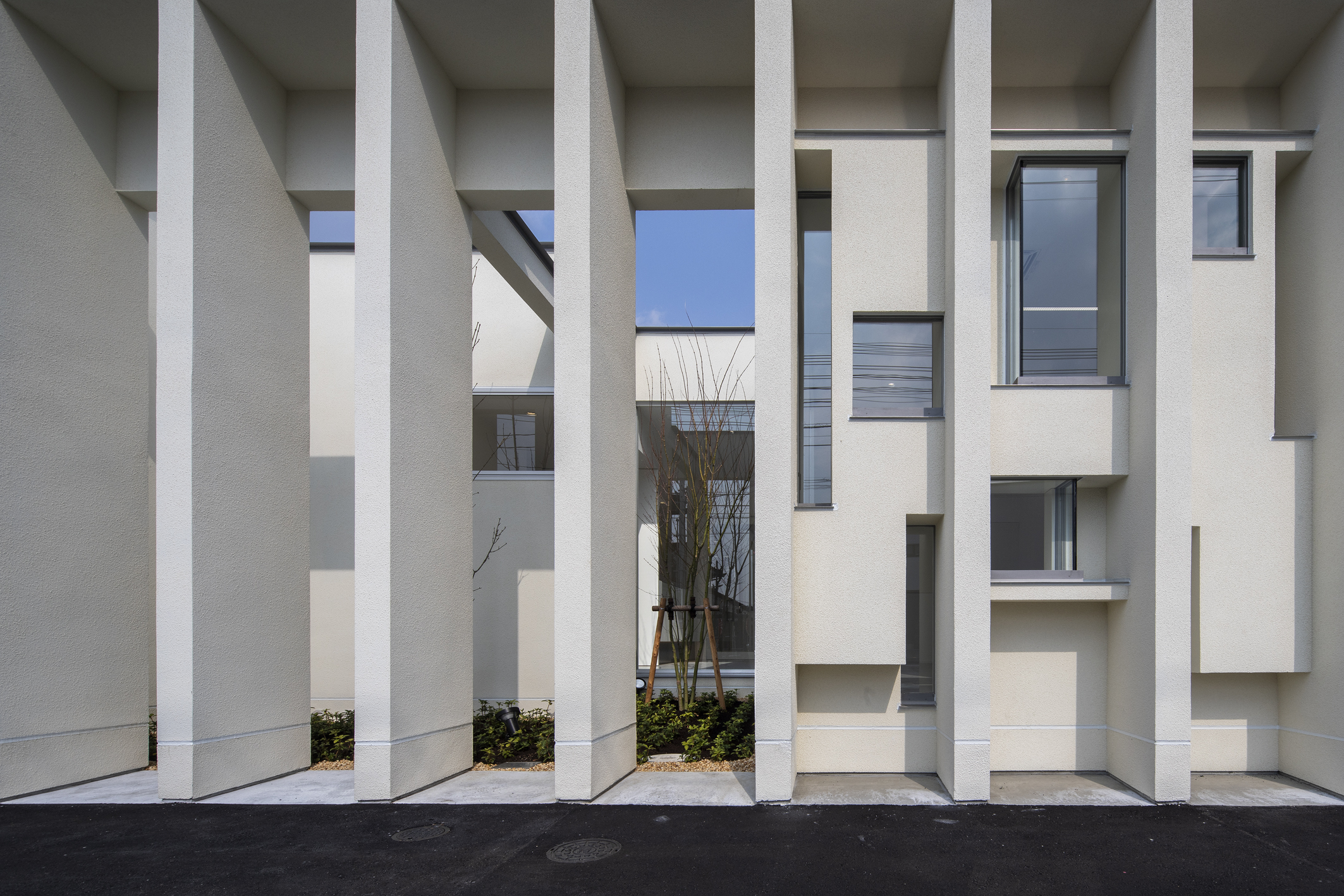
和田歯科医院
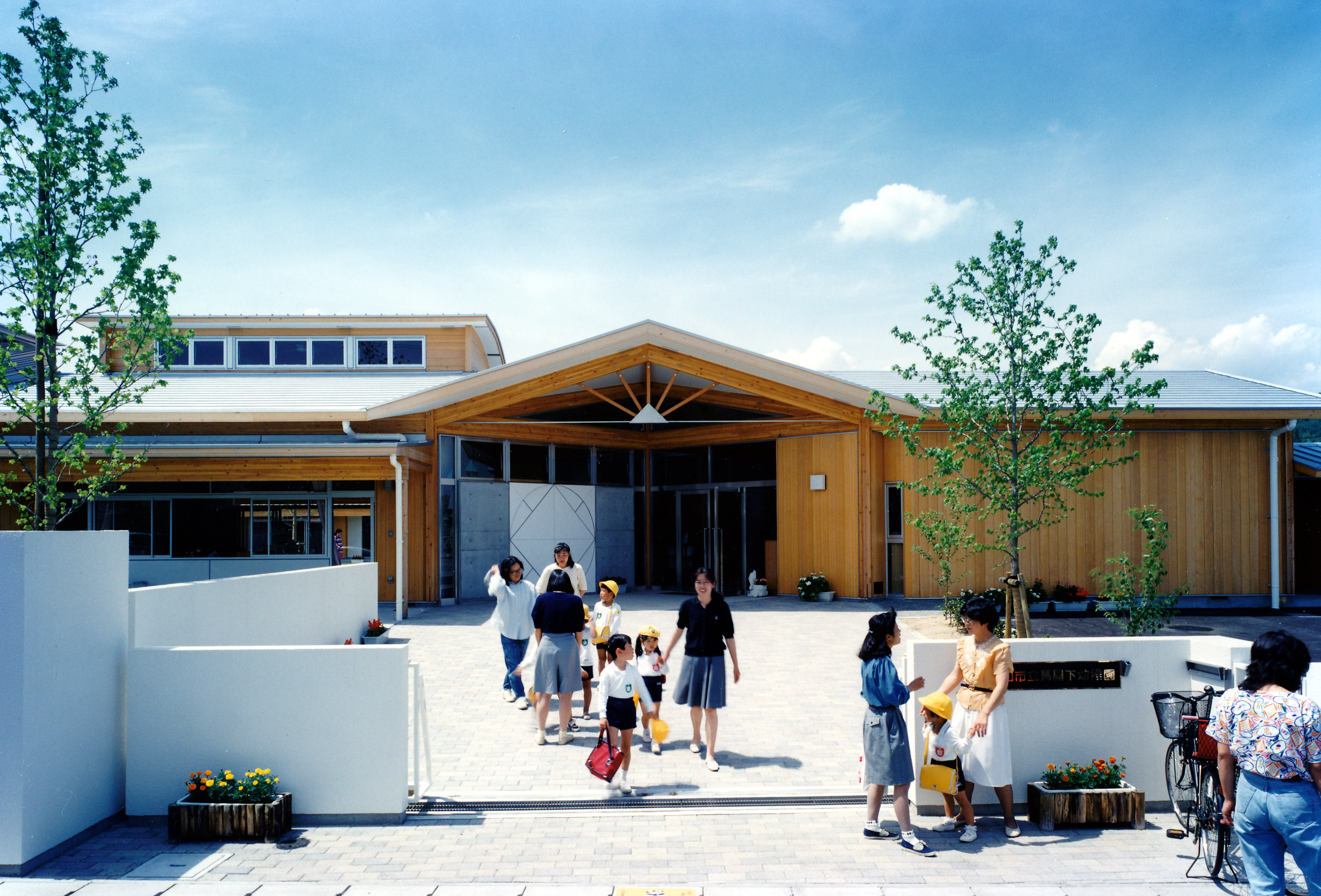
岡山市立馬屋下幼稚園
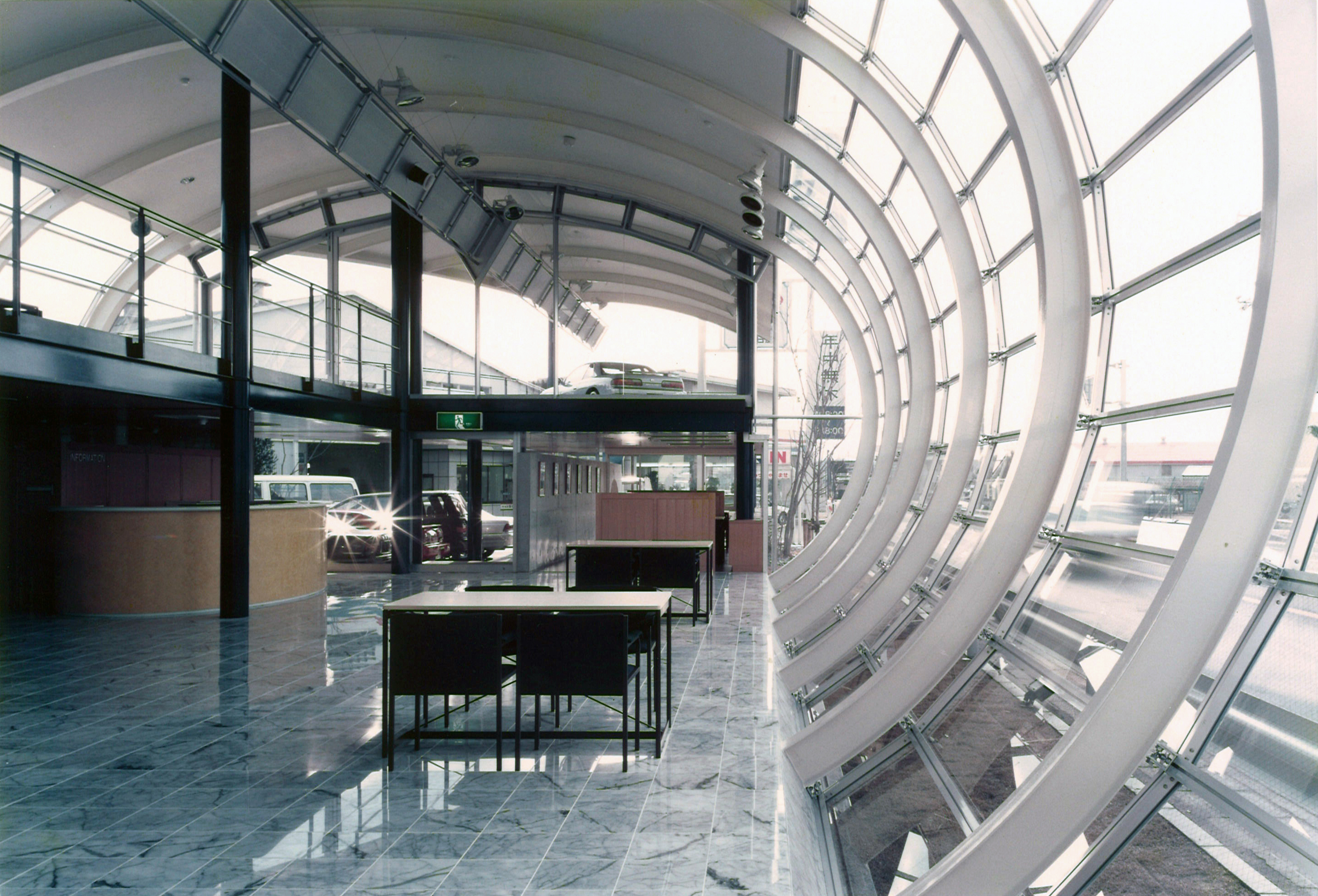
山陽日産 OVAL DOME

## 展覧会
2017年　佐藤正平建築展（旧日銀岡山支店「ルネスホール」）

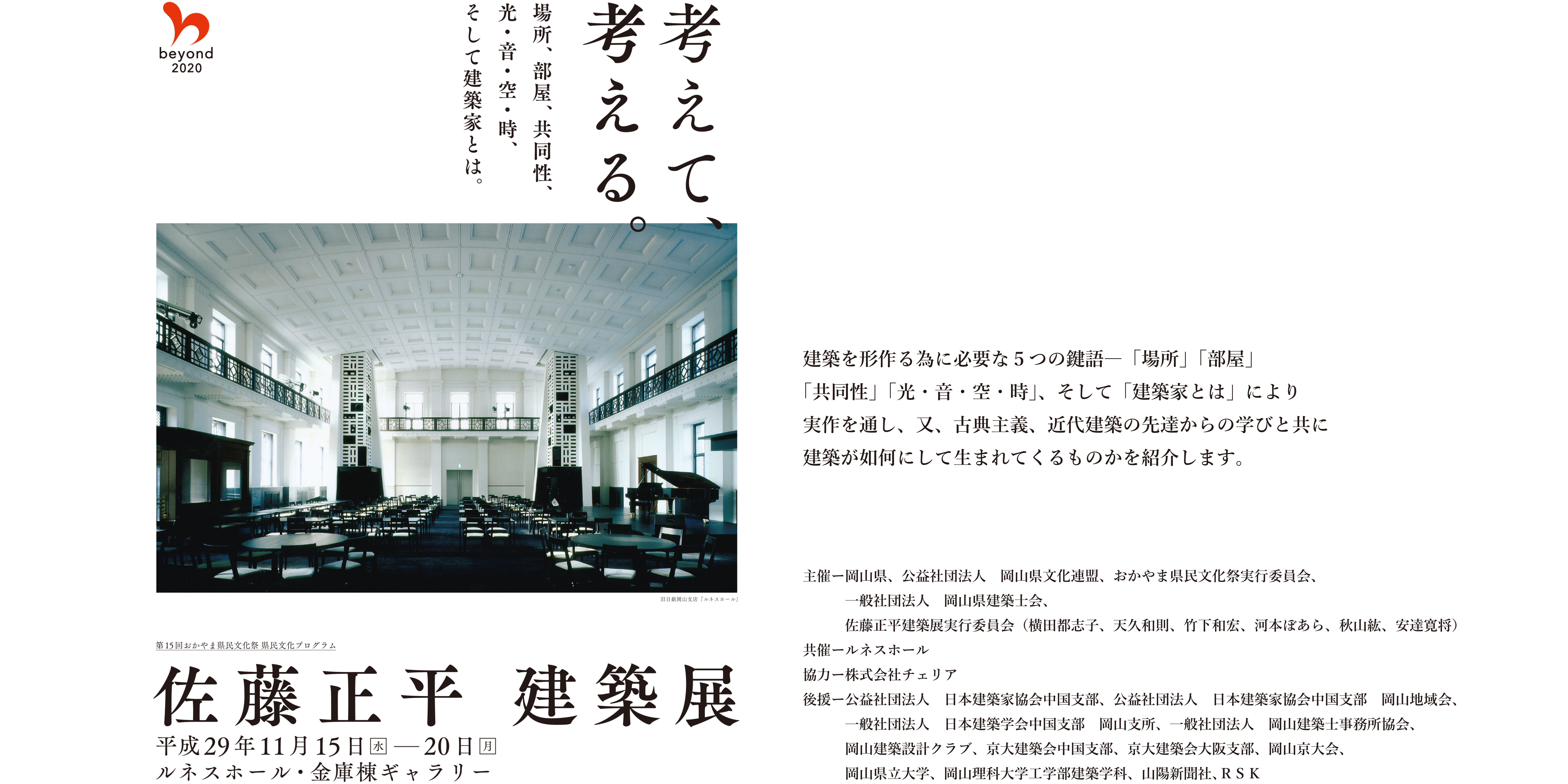
佐藤正平建築展「考えて、考える。」
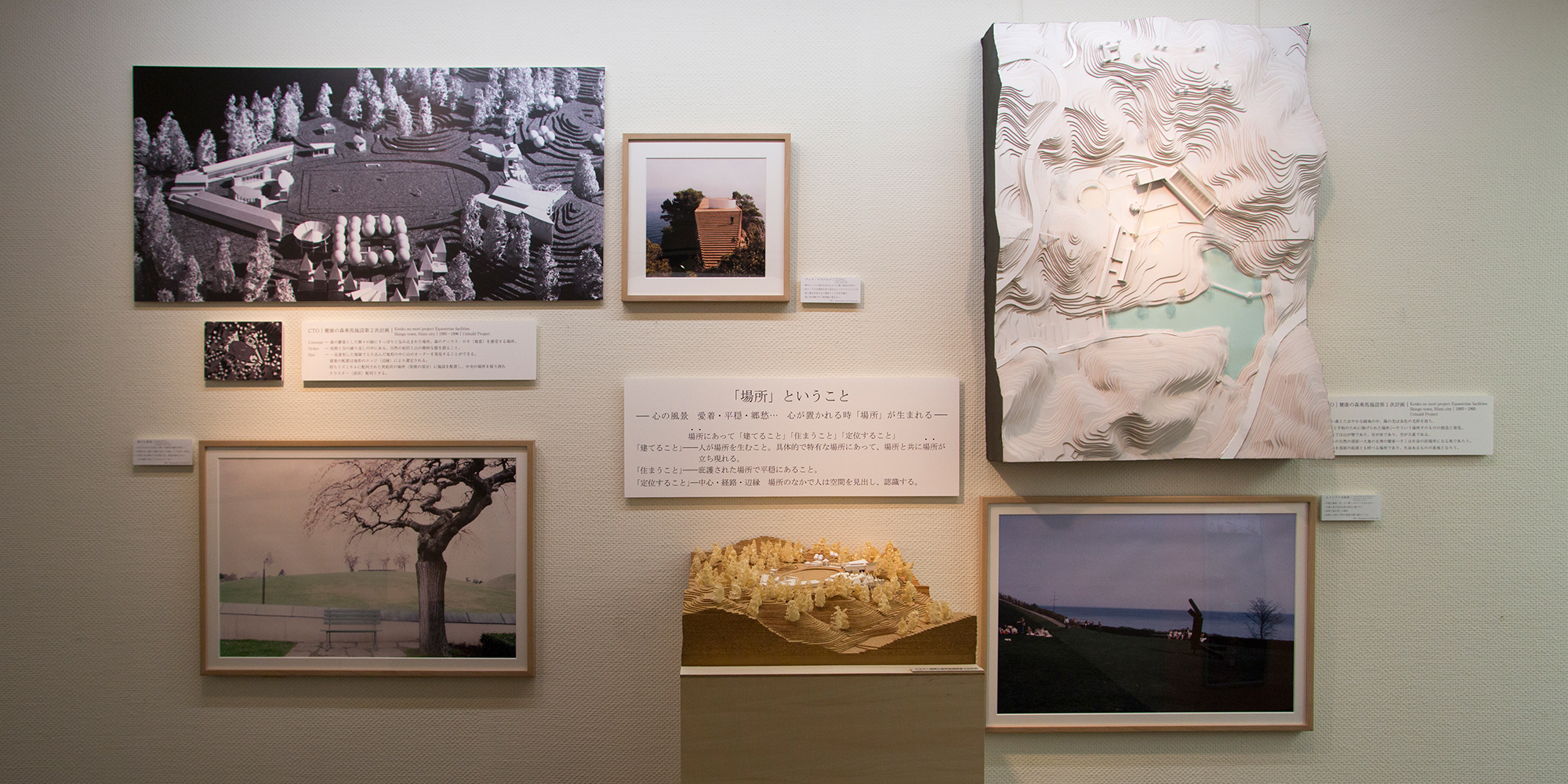
「場所」ということ
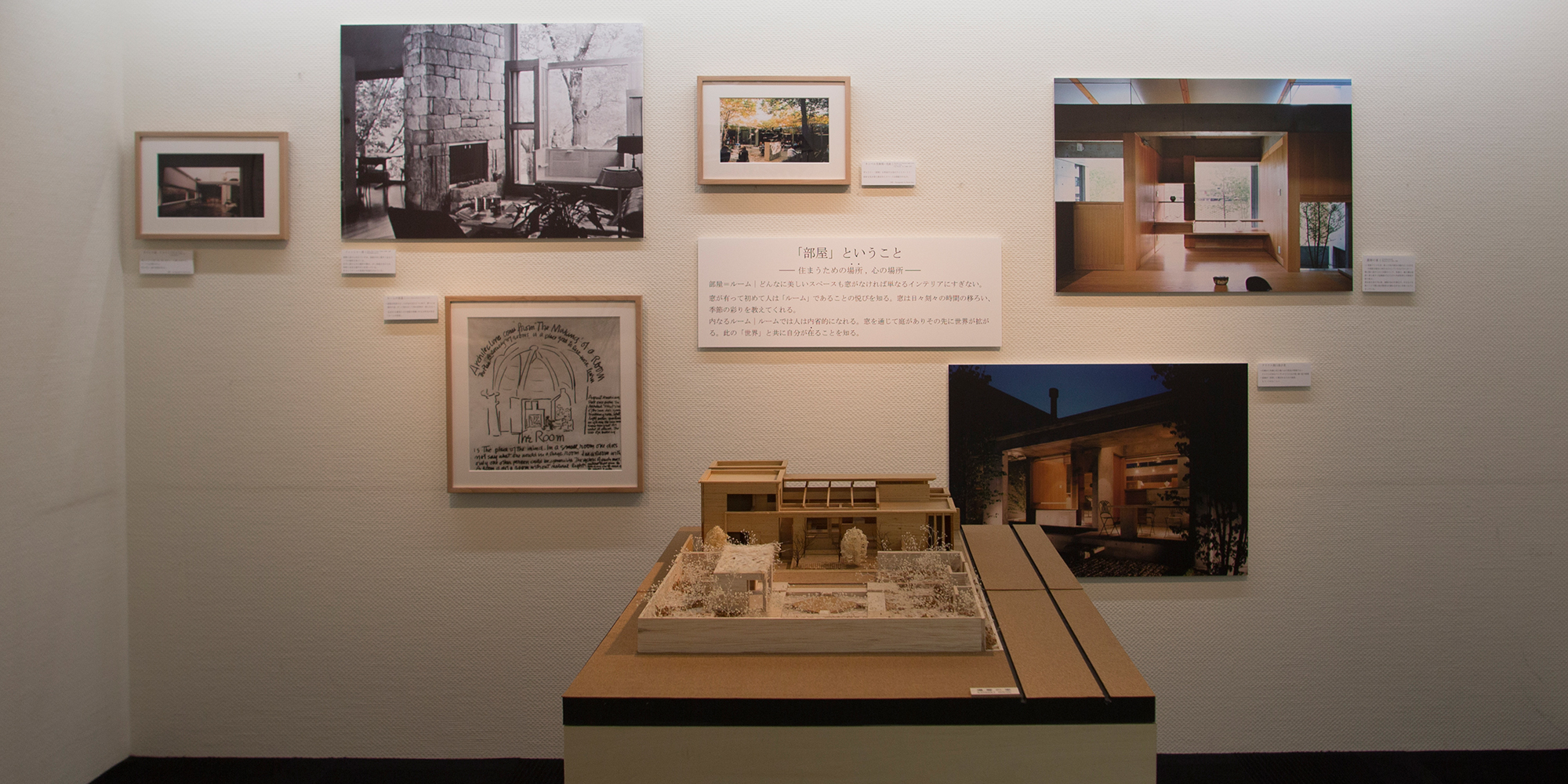
「部屋」ということ
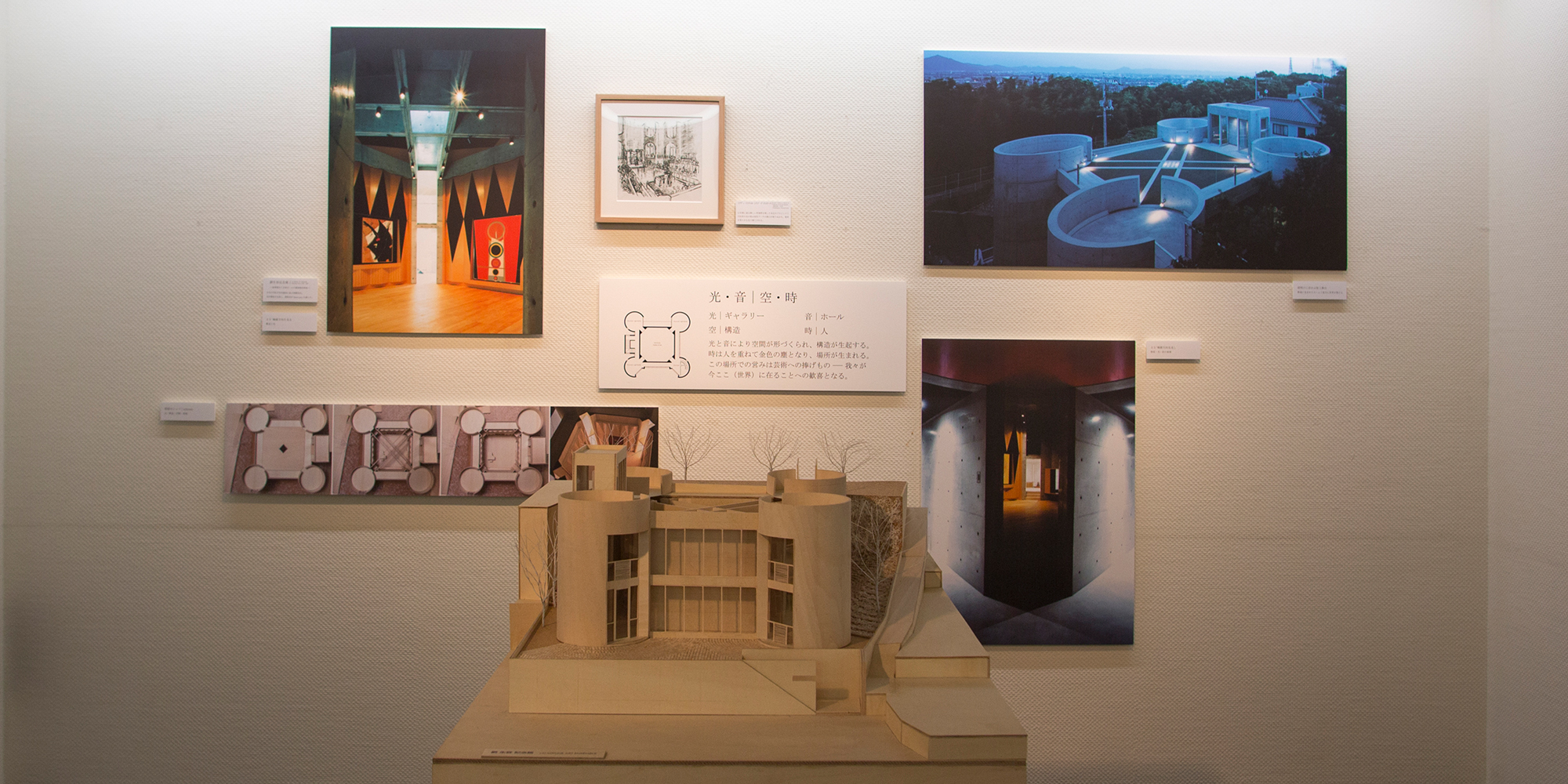
光・音｜空・時
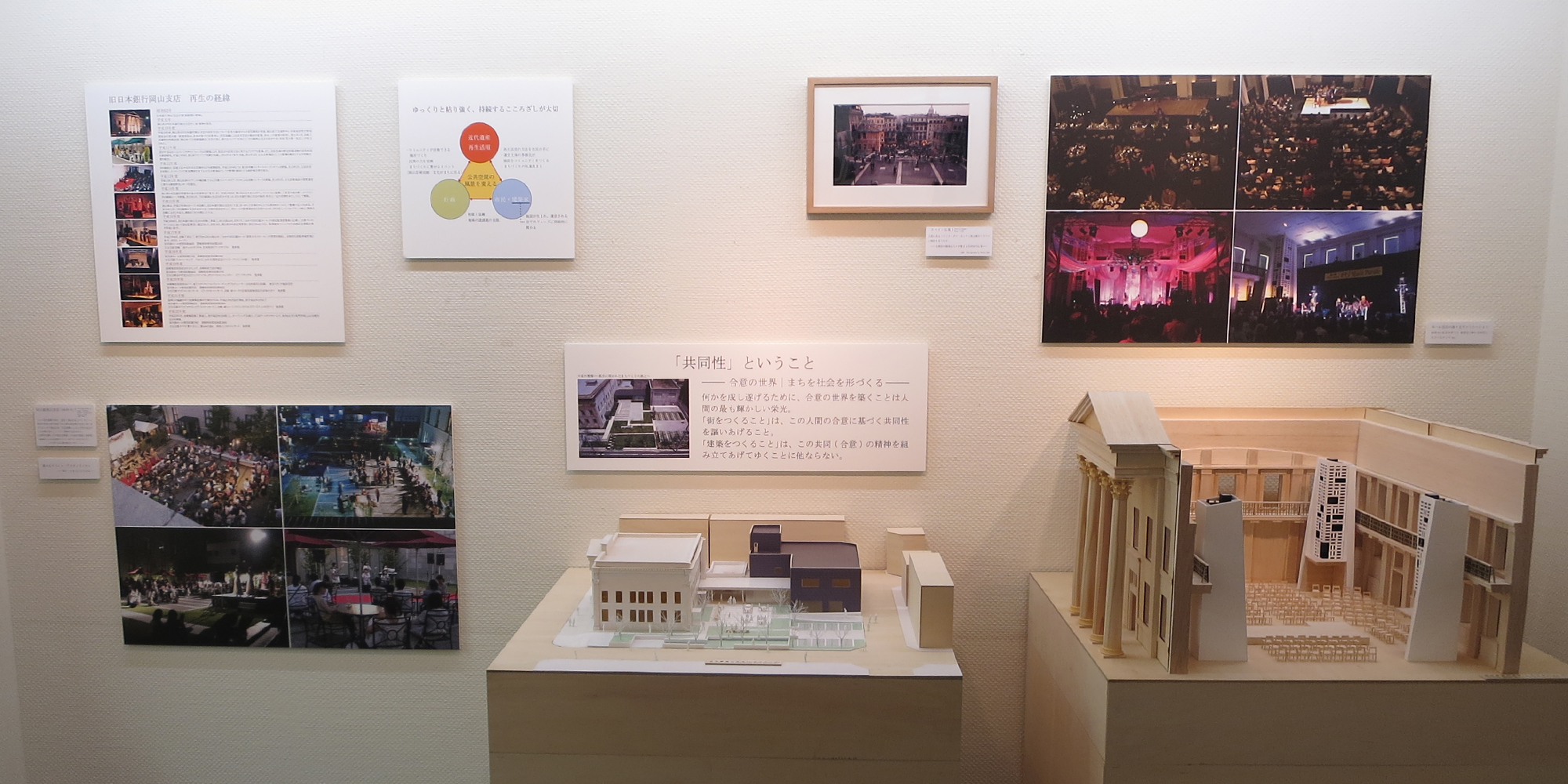
「共同性」ということ
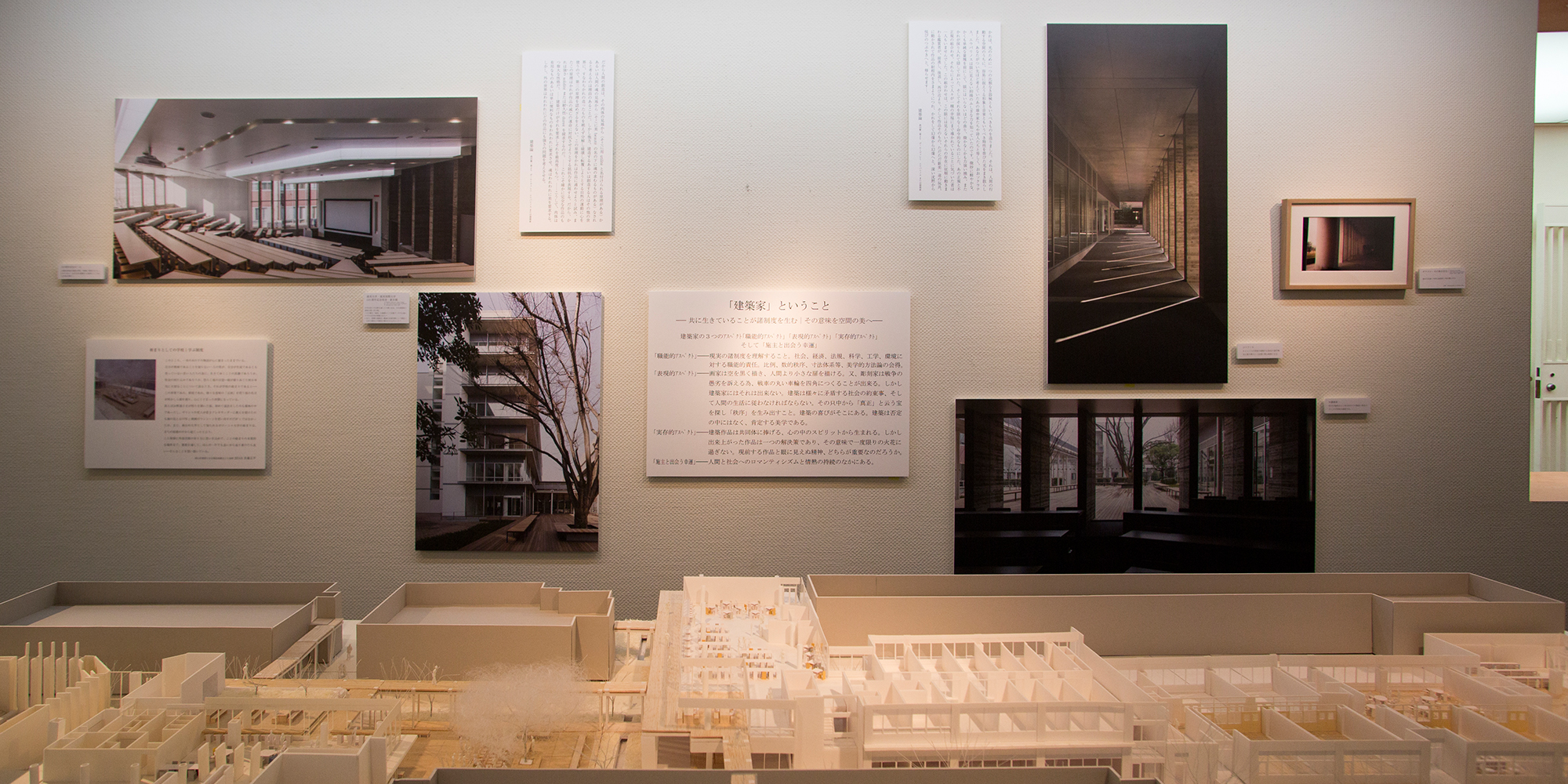
「建築家」ということ
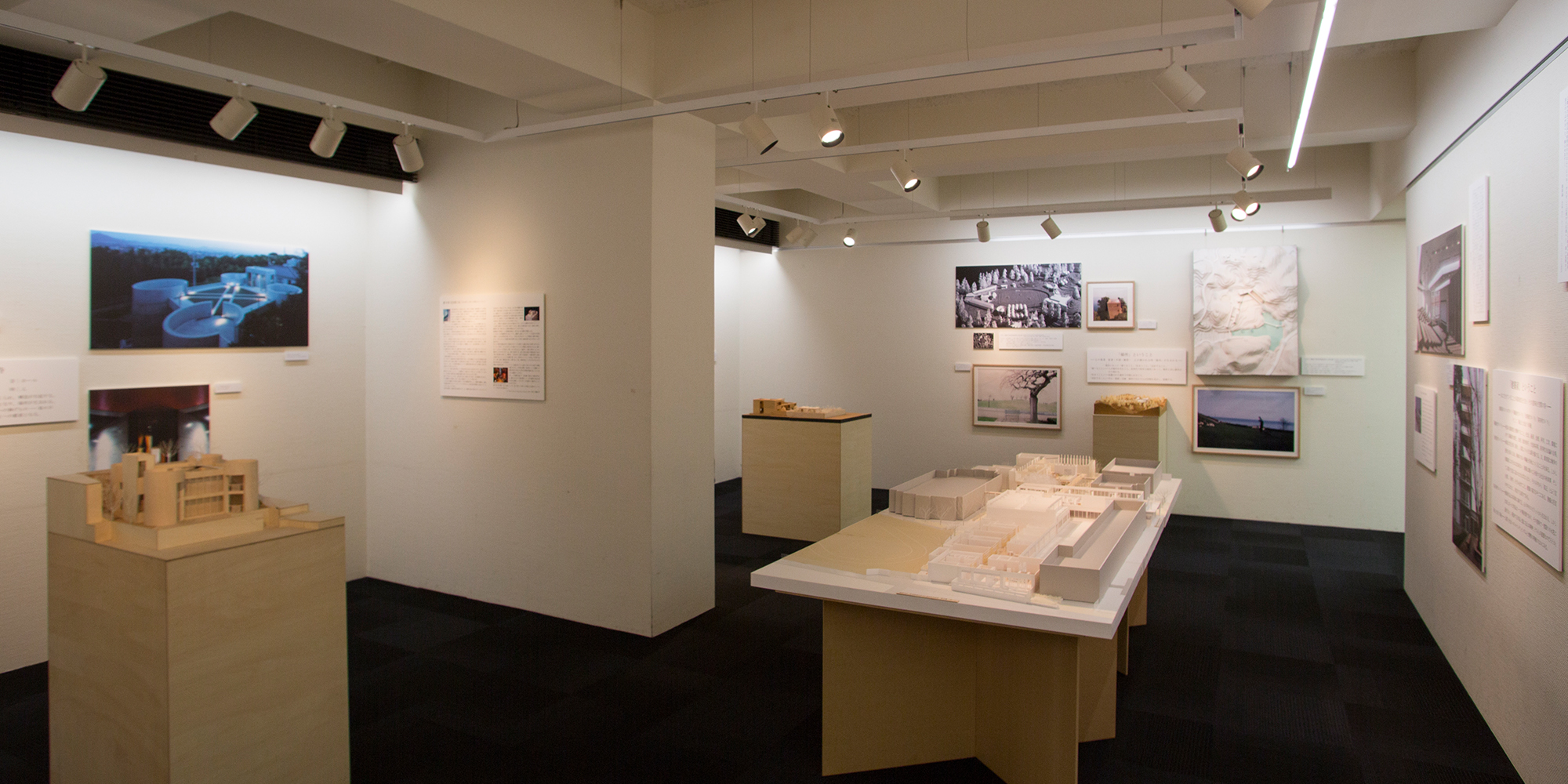
5つの鍵語による展示スペース全景
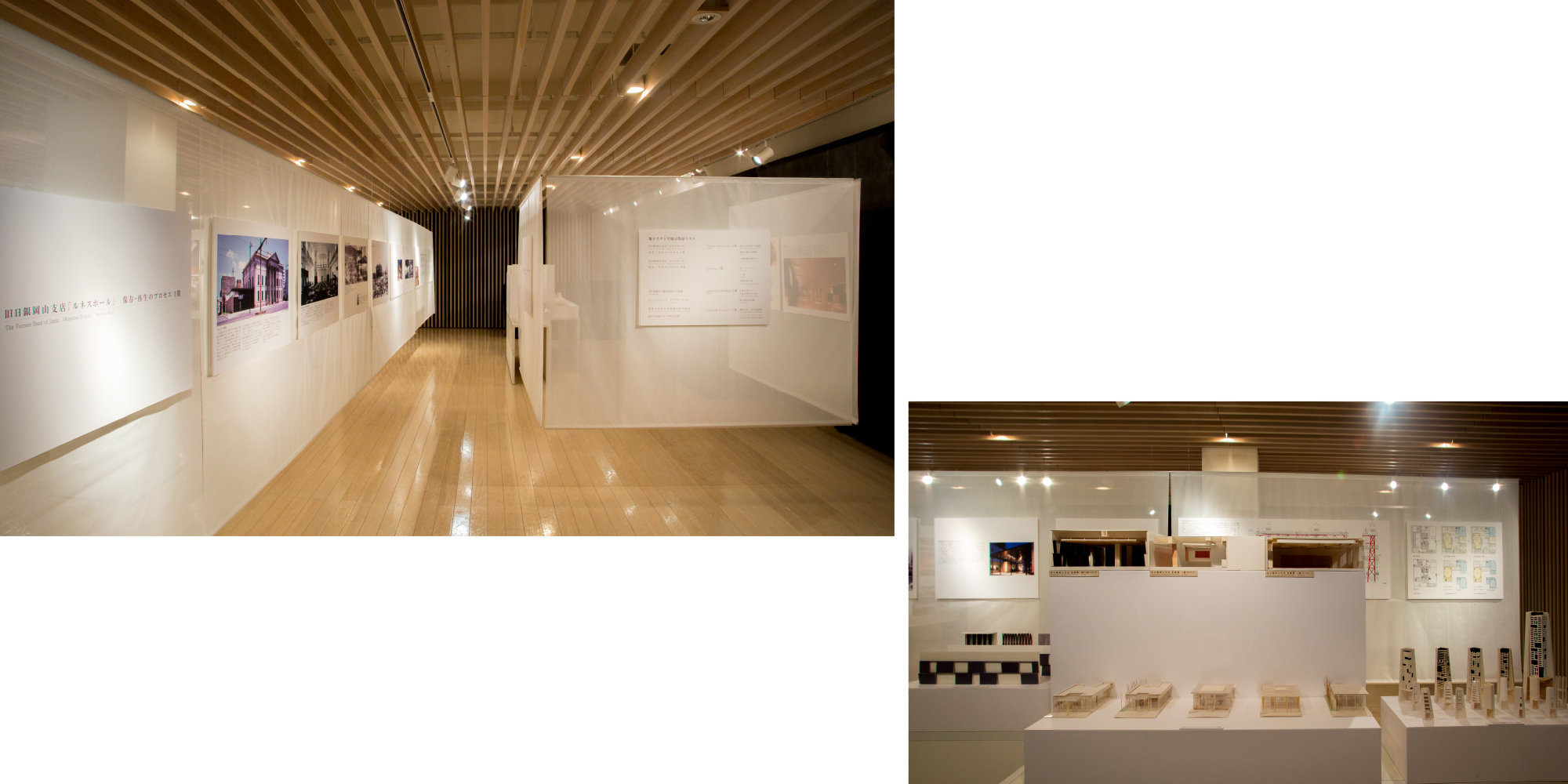
旧日銀岡山支店「ルネスホール」保存・再生のプロセス Ⅰ期
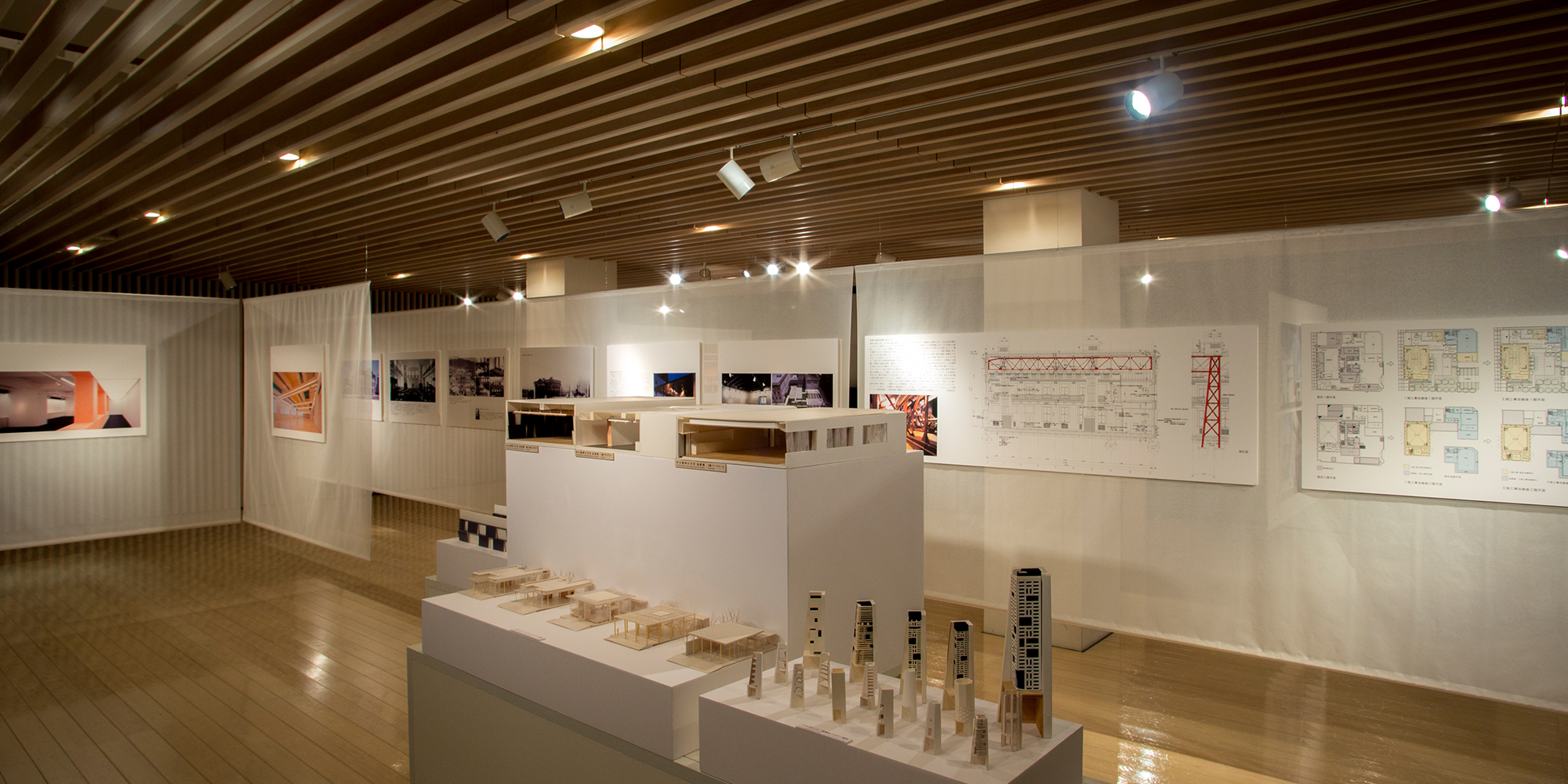
旧日銀岡山支店「ルネスホール」保存・再生のプロセス Ⅰ期
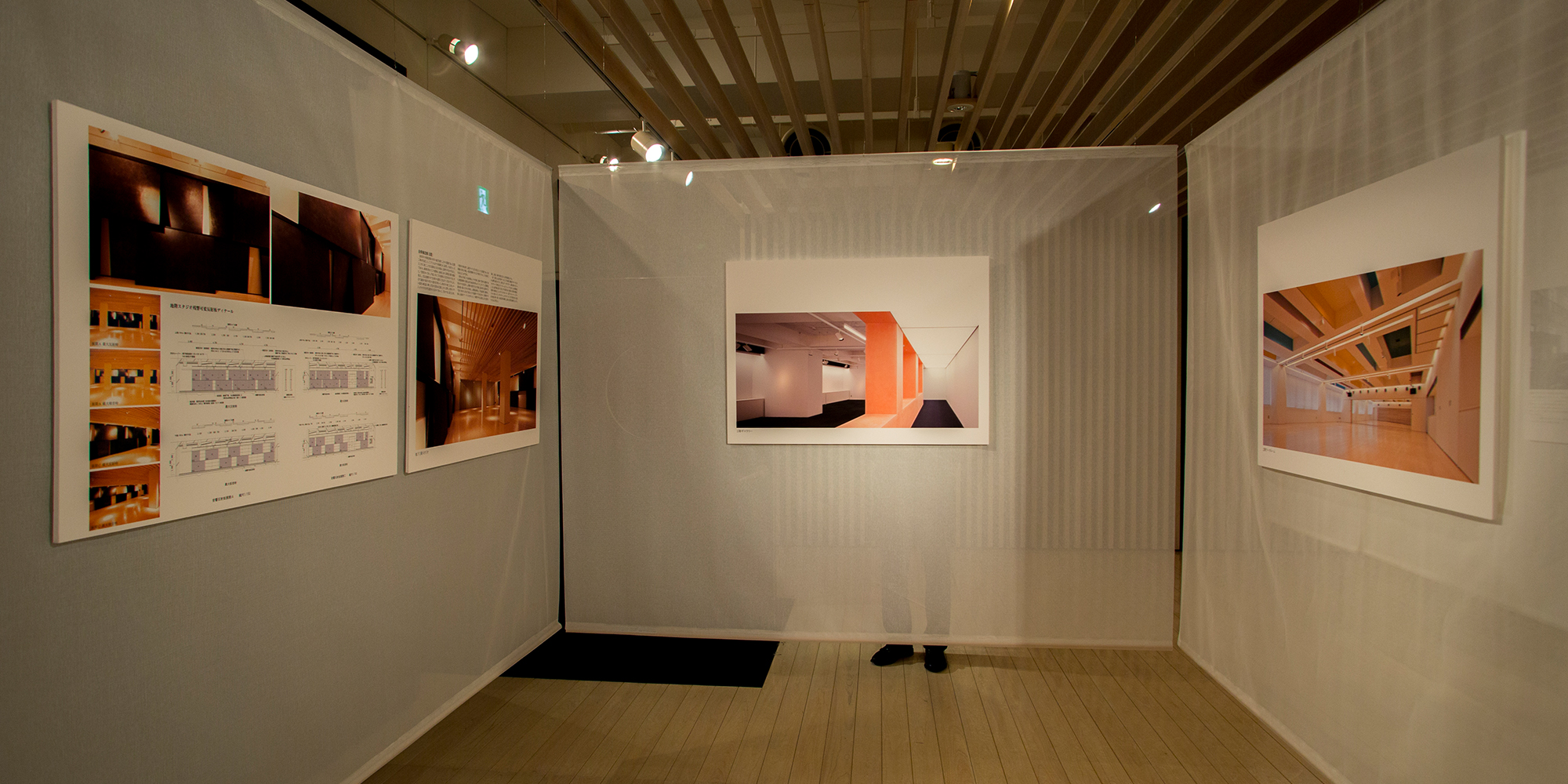
旧日銀岡山支店「ルネスホール」保存・再生のプロセス Ⅱ期
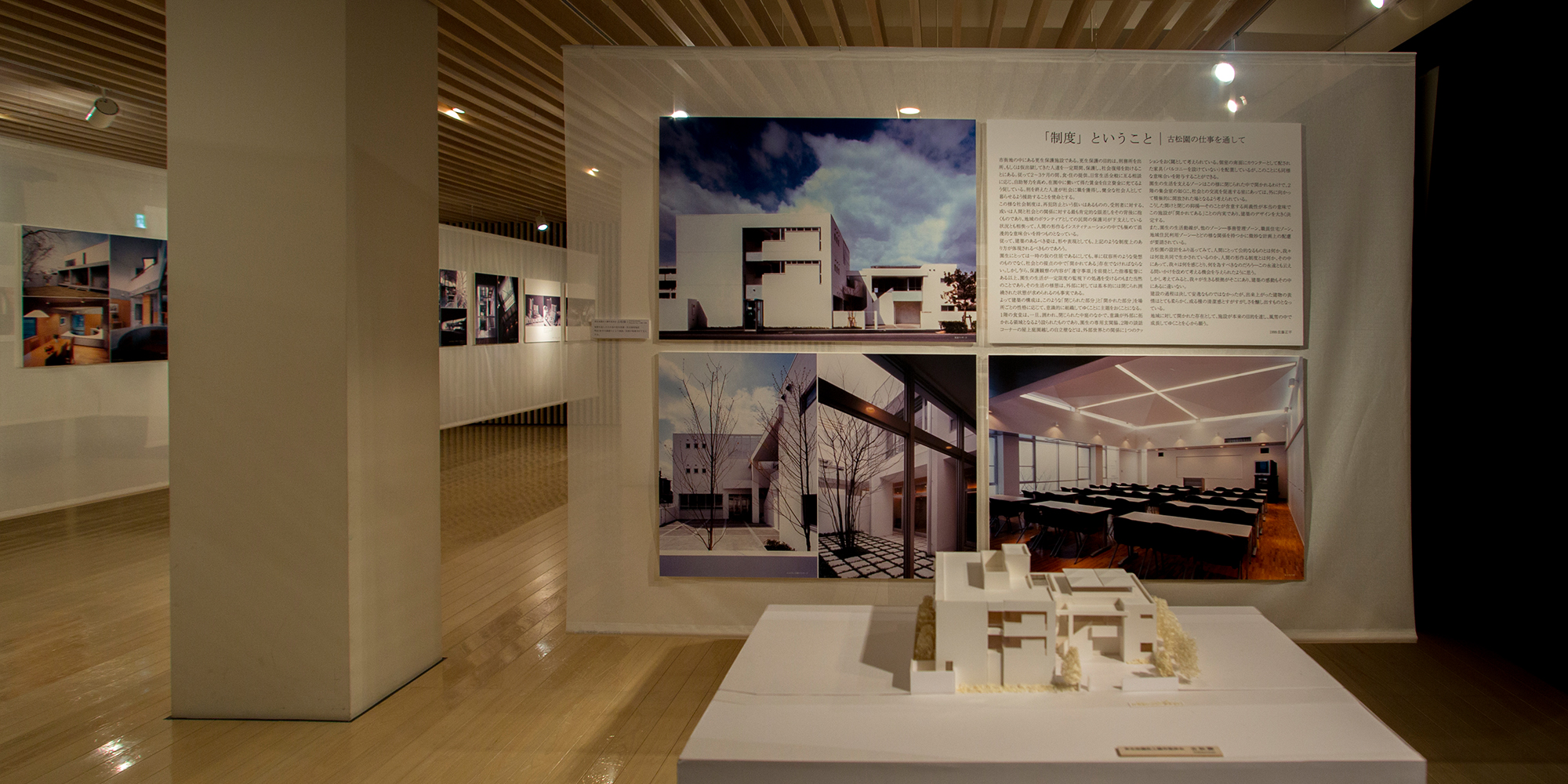
更生保護法人備作恵済会 古松園
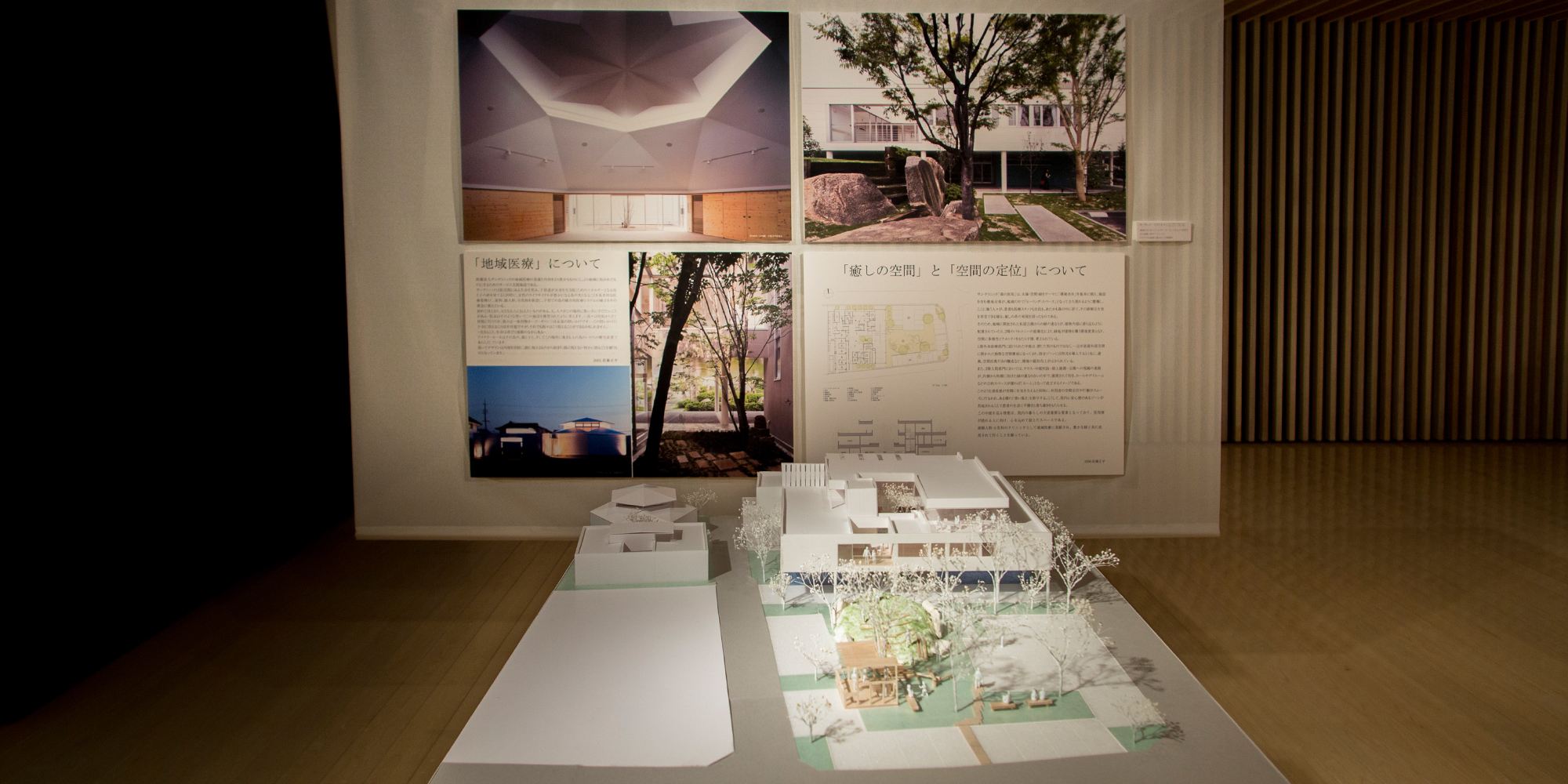
サン・クリニック アイナリーホール
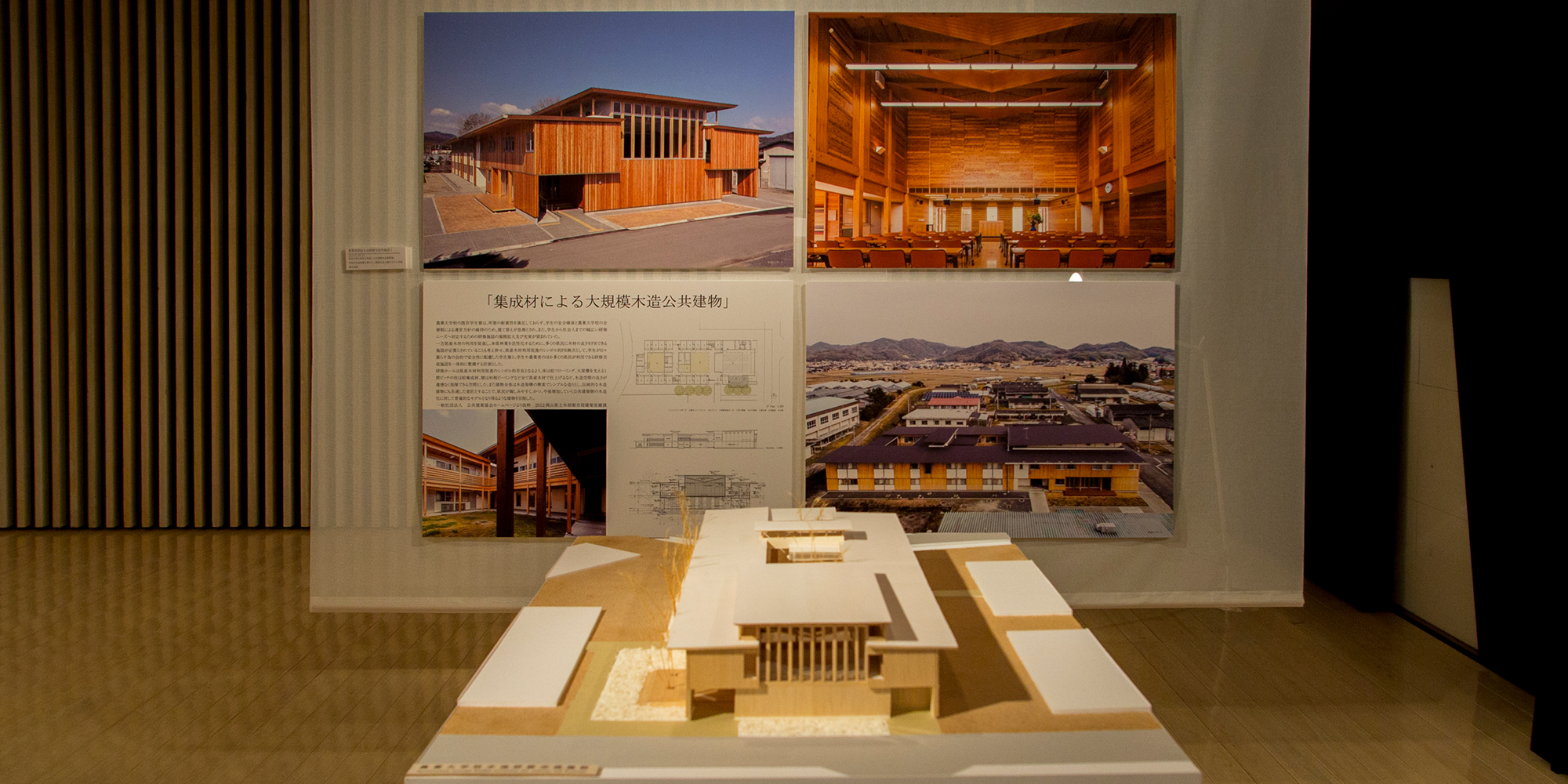
農業大学校木造研修交流等施設
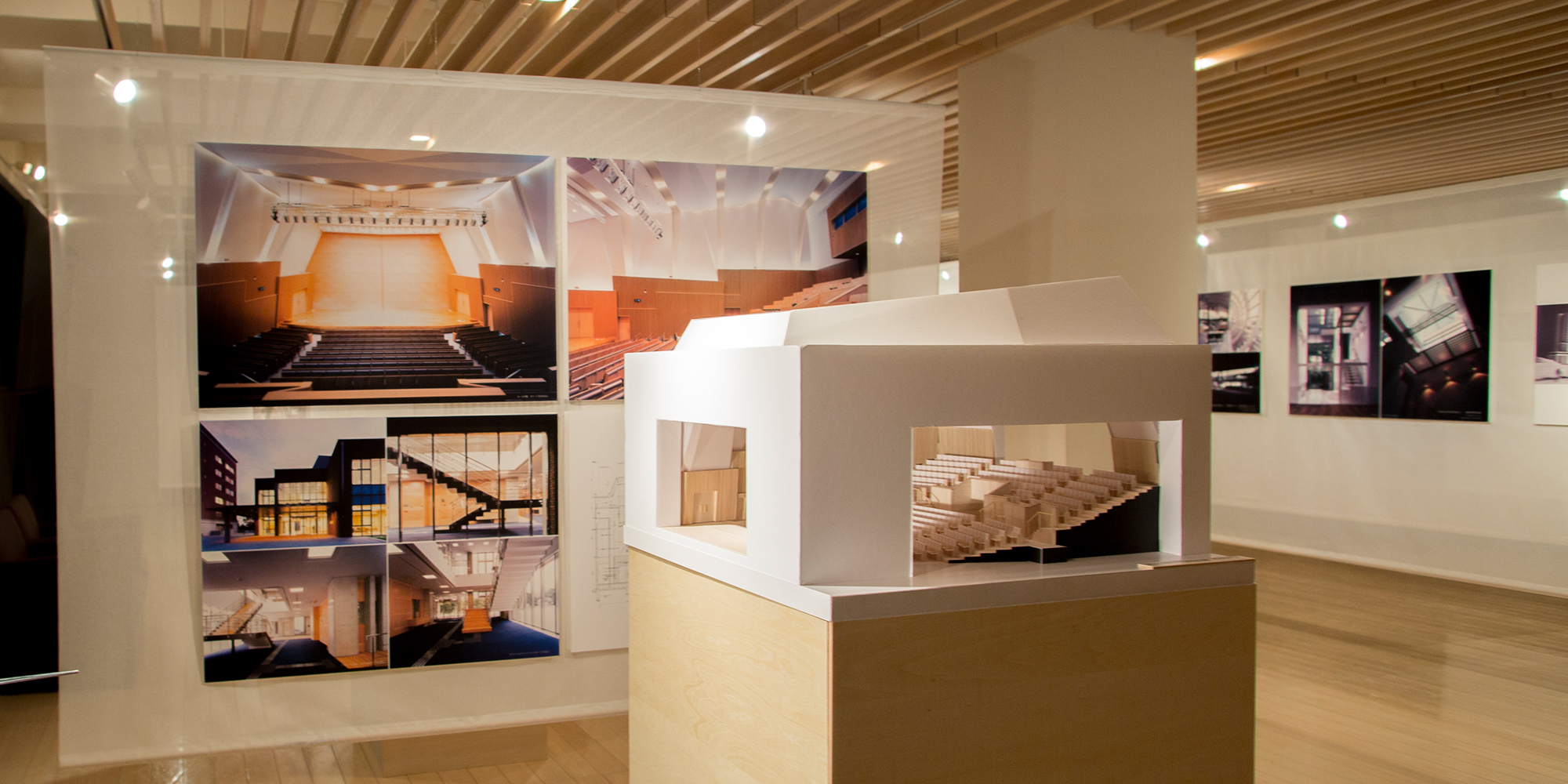
岡山大学創立50周年記念館
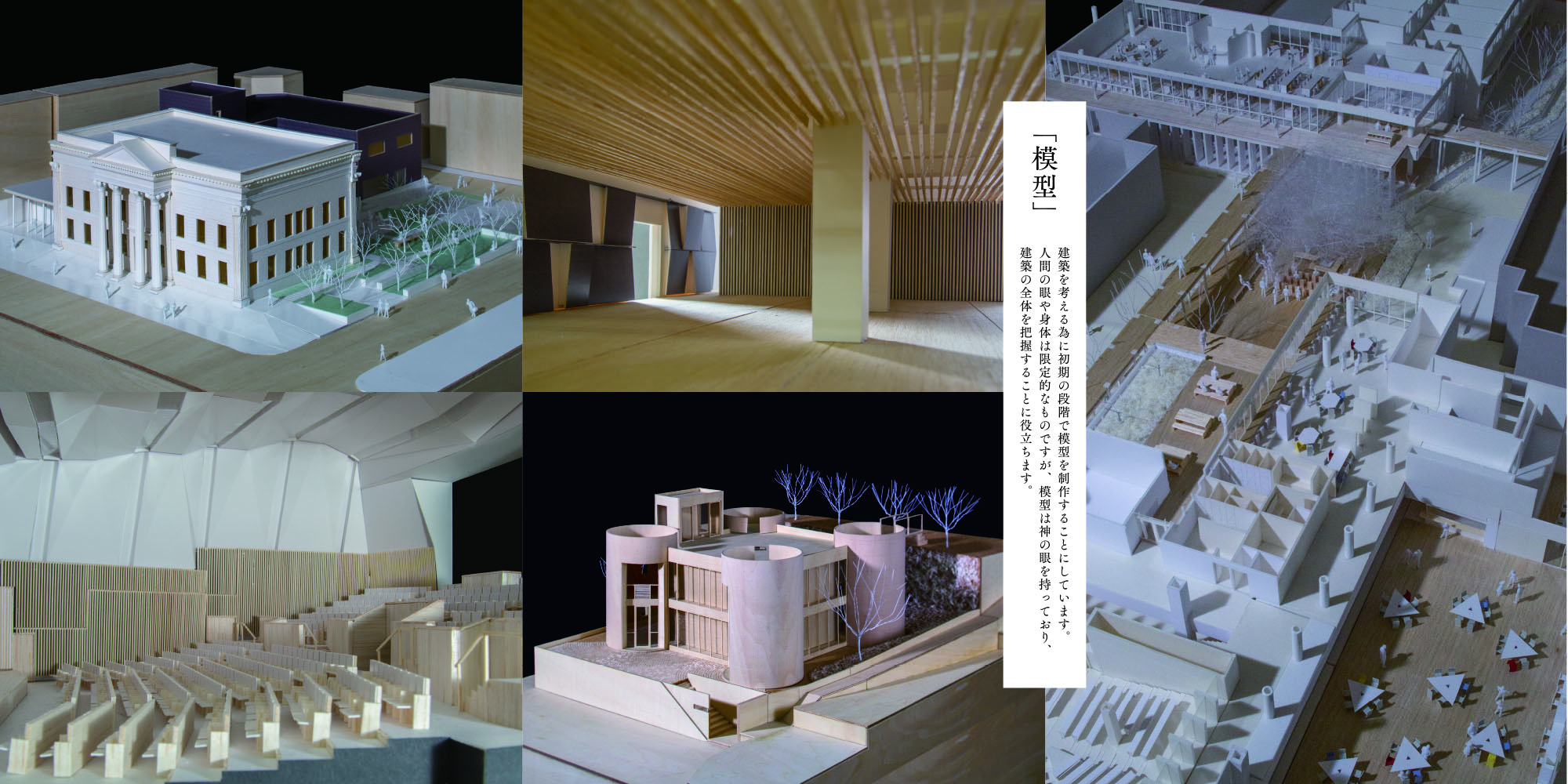
模型